# Населённые пункты Тюменской области
Тюменская область (без учёта Ханты-Мансийского и Ямало-Ненецкого автономных округов) включает следующие населённые пункты:
- 5 городов (в списках выделены оранжевым цветом);
- 1268 сельских населённых пунктов (по данным переписи населения 2010 года),
  - в том числе 5 рабочих посёлков (посёлков городского типа), учитывающихся Росстатом с 2009 года как сельские[1].

Населённые пункты в списке распределены по административно-территориальным образованиям в рамках административно-территориального устройства области: 5 городам (вне районов) и 22 районам (в рамках организации местного самоуправления (муниципального устройства) им соответствуют 6 городских округов и 20 муниципальных районов).
Численность населения сельских населённых пунктов приведена по данным переписи населения 2010 года, численность населения городов — по оценке на 1 января 2024 года.

## Города

### город (городской округ)Тюмень
| № | Населённый пункт | Тип   | Население |
| - | ---------------- | ----- | --------- |
| 1 | Тюмень           | город | 847 488   |

### городЗаводоуковск
С точки зрения муниципального устройства на территории города Заводоуковска и Заводоуковского района образован Заводоуковский городской округ.
| № | Населённый пункт | Тип   | Население |
| - | ---------------- | ----- | --------- |
| 1 | Заводоуковск     | город | 27 100    |

### город (городской округ)Ишим
| № | Населённый пункт | Тип   | Население |
| - | ---------------- | ----- | --------- |
| 1 | Ишим             | город | 67 345    |

### город (городской округ)Тобольск
| № | Населённый пункт | Тип             | Население |
| - | ---------------- | --------------- | --------- |
| 1 | Сумкино          | рабочий посёлок | 3357      |
| 2 | Тобольск         | город           | 99 454    |

### город (городской округ)Ялуторовск
| № | Населённый пункт | Тип   | Население |
| - | ---------------- | ----- | --------- |
| 1 | Ялуторовск       | город | 38 824    |

## Районы

### Абатский
| №  | Населённый пункт | Тип     | Население |
| -- | ---------------- | ------- | --------- |
| 1  | Абатское         | село    | 8094      |
| 2  | Артамонова       | деревня | 16        |
| 3  | Балаир           | деревня | 105       |
| 4  | Банниково        | село    | 594       |
| 5  | Берендеева       | деревня | #Н/Д      |
| 6  | Бития            | деревня | 209       |
| 7  | Бобыльск         | деревня | 178       |
| 8  | Бокова           | деревня | 122       |
| 9  | Болдырево        | село    | 510       |
| 10 | Бурдина          | деревня | 39        |
| 11 | Быструха         | село    | 775       |
| 12 | Водолазово       | село    | 151       |
| 13 | Волостная        | деревня | 63        |
| 14 | Восток           | посёлок | 67        |
| 15 | Горки            | деревня | 125       |
| 16 | Еремина          | деревня | 103       |
| 17 | Ефимова          | деревня | 64        |
| 18 | Земляная         | деревня | 6         |
| 19 | Камышинка        | деревня | 190       |
| 20 | Камышинская      | деревня | 97        |
| 21 | Кареглазова      | деревня | 79        |
| 22 | Кокуй            | деревня | 135       |
| 23 | Конево           | село    | 672       |
| 24 | Костылева        | деревня | 125       |
| 25 | Лапина           | деревня | 206       |
| 26 | Ленинка          | посёлок | 813       |
| 27 | Лесной           | посёлок | 39        |
| 28 | Лихачева         | деревня | 81        |
| 29 | Логинова         | деревня | 189       |
| 30 | Майка            | посёлок | 45        |
| 31 | Майский          | посёлок | 886       |
| 32 | Максимова        | деревня | 102       |
| 33 | Марай            | посёлок | 46        |
| 34 | Мешалкина        | деревня | 72        |
| 35 | Мирный           | посёлок | 0         |
| 36 | Назарово         | село    | 268       |
| 37 | Ощепково         | село    | 676       |
| 38 | Пайкова          | деревня | 133       |
| 39 | Партизан         | посёлок | 413       |
| 40 | Погорелка        | деревня | 124       |
| 41 | Поротникова      | деревня | 14        |
| 42 | Репьева          | деревня | 157       |
| 43 | Речкунова        | деревня | 73        |
| 44 | Сержанка         | деревня | 0         |
| 45 | Смоленка         | деревня | 97        |
| 46 | Спирина          | деревня | 99        |
| 47 | Старая Маслянка  | село    | 189       |
| 48 | Старовяткина     | деревня | 111       |
| 49 | Сысоева          | деревня | 127       |
| 50 | Сычево           | село    | 151       |
| 51 | Татарская        | деревня | 138       |
| 52 | Тельцова         | деревня | 145       |
| 53 | Тушнолобово      | село    | 510       |
| 54 | Узлова           | деревня | 7         |
| 55 | Фирсова          | деревня | 76        |
| 56 | Чапаево          | посёлок | 48        |
| 57 | Челнокова        | деревня | 181       |
| 58 | Черемшанка       | деревня | 75        |
| 59 | Чумашкина        | деревня | 116       |
| 60 | Чупина           | деревня | 44        |
| 61 | Шалашина         | деревня | 0         |
| 62 | Шевырино         | село    | 575       |
| 63 | Шипунова         | деревня | 155       |
| 64 | Юрга             | деревня | 80        |
| 65 | Яузяк            | деревня | 122       |

### Армизонский
| №  | Населённый пункт | Тип     | Население |
| -- | ---------------- | ------- | --------- |
| 1  | Армизонское      | село    | 4886      |
| 2  | Беляковка        | деревня | 28        |
| 3  | Бердюгина        | деревня | 102       |
| 4  | Бузаны           | деревня | #Н/Д      |
| 5  | Бурлаки          | деревня | 121       |
| 6  | Вьялково         | деревня | 80        |
| 7  | Гоглина          | деревня | 28        |
| 8  | Данькова         | деревня | 5         |
| 9  | Жиряково         | деревня | 194       |
| 10 | Забошное         | деревня | 54        |
| 11 | Иваново          | село    | 538       |
| 12 | Кайнак           | деревня | 50        |
| 13 | Калмакское       | село    | 616       |
| 14 | Капралиха        | село    | 252       |
| 15 | Кировская        | деревня | 24        |
| 16 | Комлева          | деревня | 37        |
| 17 | Красноорловское  | село    | 391       |
| 18 | Крашенева        | деревня | 80        |
| 19 | Малый Кайнак     | деревня | 10        |
| 20 | Менщикова        | деревня | 107       |
| 21 | Новорямова       | деревня | 124       |
| 22 | Няшино           | деревня | 74        |
| 23 | Октябрьская      | деревня | 29        |
| 24 | Орлово           | село    | 524       |
| 25 | Плоское          | деревня | 106       |
| 26 | Полое            | деревня | 57        |
| 27 | Прохорово        | село    | 370       |
| 28 | Раздолье         | село    | 208       |
| 29 | Северо-Дубровное | деревня | 36        |
| 30 | Семискуль        | деревня | 160       |
| 31 | Снегирева        | деревня | 114       |
| 32 | Шабалина         | деревня | 14        |
| 33 | Южно-Дубровное   | село    | 473       |
| 34 | Яровое           | село    | 234       |

### Аромашевский
| №  | Населённый пункт | Тип     | Население |
| -- | ---------------- | ------- | --------- |
| 1  | Ангарка          | деревня | 163       |
| 2  | Аромашево        | село    | 5420      |
| 3  | Балаганы         | деревня | 11        |
| 4  | Балахлей         | деревня | 74        |
| 5  | Батурина         | деревня | 14        |
| 6  | Бобровка         | деревня | 56        |
| 7  | Большескаредная  | деревня | 127       |
| 8  | Большой Кусеряк  | деревня | 117       |
| 9  | Бусаровка        | деревня | 4         |
| 10 | Вагина           | деревня | 183       |
| 11 | Валгина          | деревня | 189       |
| 12 | Вилкова          | деревня | 138       |
| 13 | Иванова          | деревня | 21        |
| 14 | Кармацкая        | деревня | 340       |
| 15 | Кротово          | село    | 479       |
| 16 | Малиновка        | село    | 448       |
| 17 | Малоскаредное    | село    | 277       |
| 18 | Николаевка       | деревня | 43        |
| 19 | Новоаптула       | деревня | 364       |
| 20 | Новоберёзовка    | село    | 609       |
| 21 | Нововыигрышнева  | деревня | 8         |
| 22 | Новопетрово      | посёлок |           |
| 23 | Новопетрово      | село    | 245       |
| 24 | Новоуфимская     | деревня | 150       |
| 25 | Новые Юрты       | деревня | 297       |
| 26 | Овсово           | деревня | 123       |
| 27 | Октябрьский      | посёлок | 33        |
| 28 | Ольгина          | деревня | 1         |
| 29 | Преображенка     | деревня | 61        |
| 30 | Русаково         | село    | 371       |
| 31 | Северная         | деревня | 42        |
| 32 | Слободчики       | село    | 437       |
| 33 | Смородиновка     | деревня | 138       |
| 34 | Сорочкино        | село    | 364       |
| 35 | Таловая          | деревня | 22        |
| 36 | Усть-Лотовка     | деревня | 100       |
| 37 | Уткарма          | деревня | 83        |
| 38 | Чигарёва         | деревня | 259       |
| 39 | Юрминка          | деревня | 438       |

### Бердюжский
| №  | Населённый пункт | Тип     | Население |
| -- | ---------------- | ------- | --------- |
| 1  | Бердюжье         | село    | 5827      |
| 2  | Босоногова       | деревня | 156       |
| 3  | Власова          | деревня | 138       |
| 4  | Воробьёво        | село    | 118       |
| 5  | Гагарина         | деревня | 246       |
| 6  | Глубокое         | деревня | 52        |
| 7  | Зарослое         | село    | 465       |
| 8  | Истошино         | село    | 496       |
| 9  | Карькова         | деревня | 100       |
| 10 | Крашенева        | деревня | 89        |
| 11 | Кутырева         | деревня | 248       |
| 12 | Кушлук           | деревня | 65        |
| 13 | Луговая          | деревня | 74        |
| 14 | Мелехино         | село    | 242       |
| 15 | Мурашово         | село    | 52        |
| 16 | Нестерово        | село    | 91        |
| 17 | Одышка           | деревня | 120       |
| 18 | Окунево          | село    | 739       |
| 19 | Останино         | деревня | 111       |
| 20 | Пеганово         | село    | 754       |
| 21 | Первопесьяное    | деревня | 0         |
| 22 | Полднево         | село    | 24        |
| 23 | Половинное       | село    | 74        |
| 24 | Полозаозерье     | село    | 485       |
| 25 | Старорямова      | деревня | 403       |
| 26 | Сугатова         | деревня | 5         |
| 27 | Уктуз            | село    | 757       |
| 28 | Чесноки          | деревня | 36        |
| 29 | Шабурова         | деревня | 146       |
| 30 | Шашмурина        | деревня | 46        |

### Вагайский
| №   | Населённый пункт   | Тип     | Население |
| --- | ------------------ | ------- | --------- |
| 1   | Абаул              | деревня | 319       |
| 2   | Аксурка            | село    | 297       |
| 3   | Аллагуловская      | деревня | 14        |
| 4   | Араксул            | деревня | 62        |
| 5   | Ашлык              | село    | 114       |
| 6   | Баишевская         | деревня | 99        |
| 7   | Бегитино           | село    | 149       |
| 8   | Бегишево           | село    | 247       |
| 9   | Бегишевское        | село    | 246       |
| 10  | Береговая          | деревня | 7         |
| 11  | Березовка          | деревня | 45        |
| 12  | Большая Плесовская | деревня | 36        |
| 13  | Большой Карагай    | село    | 498       |
| 14  | Бурлаки            | деревня | 16        |
| 15  | Бушмина            | деревня | 119       |
| 16  | Быкова             | деревня | 41        |
| 17  | Вагай              | село    | 4851      |
| 18  | Вершинская         | деревня | 149       |
| 19  | Веселинская        | деревня | 183       |
| 20  | Второвагайское     | село    | 237       |
| 21  | Второсалинская     | деревня | 227       |
| 22  | Выдумка            | деревня | 11        |
| 23  | Долговская         | деревня | 0         |
| 24  | Домнино            | село    | 34        |
| 25  | Доронина           | деревня | 1         |
| 26  | Дубровное          | село    | 1187      |
| 27  | Еланская           | деревня | 34        |
| 28  | Елань              | деревня | 5         |
| 29  | Елань-Яр           | деревня | 25        |
| 30  | Ермаки             | деревня | 0         |
| 31  | Журавлева          | деревня | 5         |
| 32  | Заречный           | посёлок | 1382      |
| 33  | Изюк               | деревня | 33        |
| 34  | Индери             | деревня | 204       |
| 35  | Инжура             | посёлок | 192       |
| 36  | Иртыш              | посёлок | 454       |
| 37  | Истомина           | деревня | 15        |
| 38  | Истяцкая           | деревня | 17        |
| 39  | Ишаирская          | деревня | 83        |
| 40  | Казанское          | село    | 449       |
| 41  | Карелина           | деревня | 0         |
| 42  | Карелинское        | село    | 1         |
| 43  | Каренгина          | деревня | 3         |
| 44  | Касьяново          | село    | 251       |
| 45  | Катангуй           | деревня | 48        |
| 46  | Киселева           | деревня | 49        |
| 47  | Кобякская          | деревня | 225       |
| 48  | Комсомольский      | посёлок | 341       |
| 49  | Копотилы           | село    | 23        |
| 50  | Копылова           | деревня | 14        |
| 51  | Кордон             | посёлок | 0         |
| 52  | Кошкаин            | деревня | 12        |
| 53  | Красная Гора       | деревня | 25        |
| 54  | Криванкова         | деревня | 4         |
| 55  | Куларово           | село    | 341       |
| 56  | Куларовское        | село    | 246       |
| 57  | Кульмаметская      | деревня | 132       |
| 58  | Курья              | посёлок | 420       |
| 59  | Лаймы              | деревня | 168       |
| 60  | Ламбина            | деревня | 11        |
| 61  | Луговая            | деревня | 59        |
| 62  | Лукина             | деревня | 20        |
| 63  | Лямчай             | деревня | 33        |
| 64  | Малая Плесовская   | деревня | 14        |
| 65  | Малобыкова         | деревня | 0         |
| 66  | Малые Конданы      | деревня | 89        |
| 67  | Малый Уват         | деревня | 163       |
| 68  | Малюгина           | деревня | 10        |
| 69  | Межевая            | деревня | 4         |
| 70  | Мирный             | посёлок | 110       |
| 71  | Митькинское        | село    | 162       |
| 72  | Накуларова         | деревня | 11        |
| 73  | Одинарская         | деревня | 320       |
| 74  | Осиновская         | деревня | 645       |
| 75  | Первомайский       | посёлок | 437       |
| 76  | Первые Салы        | деревня | 0         |
| 77  | Петровщина         | деревня | 84        |
| 78  | Поварнина          | деревня | 4         |
| 79  | Полина             | деревня | 61        |
| 80  | Полино-Ашлык       | деревня | 5         |
| 81  | Полуянова          | деревня | 3         |
| 82  | Птицкое            | село    | 429       |
| 83  | Релка              | деревня | 28        |
| 84  | Ренчики            | деревня | 90        |
| 85  | Сивкова            | деревня | 2         |
| 86  | Симонова           | деревня | 2         |
| 87  | Созонова           | деревня | 6         |
| 88  | Соснова            | деревня | 13        |
| 89  | Старый Погост      | деревня | 146       |
| 90  | Степановка         | деревня | 32        |
| 91  | Сулейменская       | деревня | 228       |
| 92  | Супра              | село    | 702       |
| 93  | Супринская         | деревня | 72        |
| 94  | Сухова             | деревня | 3         |
| 95  | Сычево             | село    | 55        |
| 96  | Тамбуряны          | деревня | 1         |
| 97  | Томская            | деревня | 40        |
| 98  | Трушникова         | деревня | 38        |
| 99  | Тукуз              | село    | 772       |
| 100 | Ульяновка          | деревня | 81        |
| 101 | Уфа                | деревня | 9         |
| 102 | Ушаково            | село    | 400       |
| 103 | Фатеево            | село    | 193       |
| 104 | Чёрное             | село    | 1013      |
| 105 | Шабры              | деревня | 14        |
| 106 | Шапошникова        | деревня | 5         |
| 107 | Шевелева           | деревня | 4         |
| 108 | Шестовое           | село    | 367       |
| 109 | Шишкина            | село    | 472       |
| 110 | Экстезерь          | деревня | 26        |
| 111 | Юлташи             | деревня | 27        |
| 112 | Юрмы               | деревня | 370       |
| 113 | Янкова             | деревня | 43        |
| 114 | Яркова             | деревня | 58        |

### Викуловский
| №  | Населённый пункт | Тип     | Население |
| -- | ---------------- | ------- | --------- |
| 1  | Александровка    | деревня | 4         |
| 2  | Анценск          | деревня | 18        |
| 3  | Ачимово          | село    | 134       |
| 4  | Базариха         | село    | 174       |
| 5  | Балаганы         | село    | 598       |
| 6  | Березино         | село    | 285       |
| 7  | Блиниха          | деревня | 1         |
| 8  | Бобры            | село    | 59        |
| 9  | Боково           | село    | 288       |
| 10 | Борки            | деревня | 121       |
| 11 | Бородино         | село    | 137       |
| 12 | Викулово         | село    | 6573      |
| 13 | Долгушино        | село    | 129       |
| 14 | Доставалово      | село    | 188       |
| 15 | Еловка           | село    | 46        |
| 16 | Ермаки           | село    | 265       |
| 17 | Жигули           | село    | 62        |
| 18 | Заборка          | деревня | 187       |
| 19 | Иковское         | деревня | 123       |
| 20 | Калинино         | село    | 489       |
| 21 | Каргалы          | село    | 832       |
| 22 | Катай            | деревня | 14        |
| 23 | Комиссаровка     | деревня | 130       |
| 24 | Коточиги         | село    | 532       |
| 25 | Красная Елань    | деревня | 27        |
| 26 | Малахово         | село    | 157       |
| 27 | Малышево         | село    | 96        |
| 28 | Новоборовая      | деревня | 27        |
| 29 | Нововяткино      | село    | 411       |
| 30 | Новомалахова     | деревня | 56        |
| 31 | Новоникольск     | деревня | 10        |
| 32 | Одино            | село    | 147       |
| 33 | Озерное          | село    | 708       |
| 34 | Осиновка         | село    | 65        |
| 35 | Пестовка         | деревня | 0         |
| 36 | Пестово          | село    | 161       |
| 37 | Петрова          | деревня | 123       |
| 38 | Поддубровное     | село    | 509       |
| 39 | Покровка         | село    | 11        |
| 40 | Рябово           | село    | 261       |
| 41 | Сартам           | село    | 408       |
| 42 | Серебрянка       | село    | 54        |
| 43 | Скрипкино        | село    | 122       |
| 44 | Староборовая     | деревня | 92        |
| 45 | Тамакуль         | деревня | 7         |
| 46 | Тюлешов Бор      | деревня | 89        |
| 47 | Усть-Барсук      | село    | 54        |
| 48 | Чаша             | деревня | 13        |
| 49 | Чебаклей         | село    | 247       |
| 50 | Чернышева        | деревня | 62        |
| 51 | Чуртан           | село    | 512       |
| 52 | Шешуки           | село    | 174       |
| 53 | Юшкова           | деревня | 21        |

### Голышмановский (Голышмановский городской округ)
| №  | Населённый пункт | Тип             | Население |
| -- | ---------------- | --------------- | --------- |
| 1  | Алексеевка       | деревня         | 74        |
| 2  | Басаргина        | деревня         | 8         |
| 3  | Бескозобово      | село            | 327       |
| 4  | Большие Чирки    | деревня         | 42        |
| 5  | Боровлянка       | деревня         | 407       |
| 6  | Брованова        | деревня         | 74        |
| 7  | Быстрая          | деревня         | 38        |
| 8  | Винокурова       | деревня         | 60        |
| 9  | Гладилово        | село            | 876       |
| 10 | Глубокая         | деревня         | 123       |
| 11 | Голышманово      | рабочий посёлок | 13 037    |
| 12 | Голышманово      | село            | 540       |
| 13 | Горбунова        | деревня         | 135       |
| 14 | Гришина          | деревня         | 54        |
| 15 | Дербень          | деревня         | 127       |
| 16 | Дранкова         | деревня         | 130       |
| 17 | Евсино           | село            | 391       |
| 18 | Земляная         | деревня         | 486       |
| 19 | Кармацкая        | деревня         | 65        |
| 20 | Козловка         | деревня         | 77        |
| 21 | Комсомольский    | посёлок         | 122       |
| 22 | Королево         | село            | 441       |
| 23 | Крупинина        | деревня         | 65        |
| 24 | Кузнецова        | деревня         | 147       |
| 25 | Кутырева         | деревня         | 37        |
| 26 | Ламенский        | посёлок         | 780       |
| 27 | Лапушина         | деревня         | 175       |
| 28 | Малиновка        | деревня         | 76        |
| 29 | Малоемецк        | деревня         | 159       |
| 30 | Малышенка        | село            | 858       |
| 31 | Медведево        | село            | 899       |
| 32 | Медвежка         | деревня         | 0         |
| 33 | Мелкозерова      | деревня         | 133       |
| 34 | Михайловка       | деревня         | 143       |
| 35 | Мокрушина        | деревня         | 64        |
| 36 | Никольск         | деревня         | 241       |
| 37 | Новая Хмелевка   | деревня         | 292       |
| 38 | Новоселки        | деревня         | 38        |
| 39 | Одина            | деревня         | 164       |
| 40 | Одина            | деревня         | 29        |
| 41 | Оськина          | деревня         | 171       |
| 42 | Плотина          | деревня         | 118       |
| 43 | Ражево           | село            | 786       |
| 44 | Робчуки          | деревня         | 97        |
| 45 | Русакова         | деревня         | 104       |
| 46 | Садовщикова      | деревня         | 129       |
| 47 | Свинина          | деревня         | 36        |
| 48 | Свистуха         | деревня         | 88        |
| 49 | Святославка      | деревня         | 33        |
| 50 | Скакуново        | деревня         | 0         |
| 51 | Скарединка       | деревня         | 128       |
| 52 | Скаредная        | деревня         | 80        |
| 53 | Солодилова       | деревня         | 91        |
| 54 | Средние Чирки    | село            | 447       |
| 55 | Темная           | деревня         | 7         |
| 56 | Терехина         | деревня         | 117       |
| 57 | Турлаки          | деревня         | 91        |
| 58 | Успенка          | деревня         | 51        |
| 59 | Усть-Ламенка     | село            | 744       |
| 60 | Усть-Малые Чирки | деревня         | 138       |
| 61 | Хмелевка         | деревня         | 57        |
| 62 | Черемшанка       | деревня         | 452       |
| 63 | Шулындино        | деревня         | 251       |

### Заводоуковский
С точки зрения муниципального устройства на территории Заводоуковского района и города Заводоуковска образован Заводоуковский городской округ.
| №  | Населённый пункт | Тип     | Население |
| -- | ---------------- | ------- | --------- |
| 1  | Бигила           | село    | 579       |
| 2  | Боровинка        | село    | 719       |
| 3  | Гилёво           | село    | 686       |
| 4  | Горюново         | село    | 479       |
| 5  | Дронова          | деревня | 455       |
| 6  | Зерновой         | посёлок | 51        |
| 7  | Каменка          | деревня | 63        |
| 8  | Карасье          | деревня | 8         |
| 9  | Колесниково      | село    | 999       |
| 10 | Комарова         | деревня | 109       |
| 11 | Комиссарово      | село    | 53        |
| 12 | Комсомольский    | посёлок | 810       |
| 13 | Кошелева         | деревня | 109       |
| 14 | Красная          | деревня | 155       |
| 15 | Криволукский     | посёлок | 2         |
| 16 | Лебедёвка        | посёлок | 1446      |
| 17 | Лесной           | посёлок | 284       |
| 18 | Марково          | село    | 142       |
| 19 | Мичуринский      | посёлок | 497       |
| 20 | Нижнеингал       | деревня | 186       |
| 21 | Новая Заимка     | село    | 4210      |
| 22 | Новозаимская     | деревня | 173       |
| 23 | Новолыбаево      | село    | 925       |
| 24 | Озерки           | посёлок | 254       |
| 25 | Падун            | село    | 1904      |
| 26 | Першино          | село    | 550       |
| 27 | Плюхина          | деревня | 60        |
| 28 | Покровка         | деревня | 66        |
| 29 | Пономарева       | деревня | 275       |
| 30 | Речной           | посёлок | 287       |
| 31 | Сединкино        | село    | 231       |
| 32 | Семеново         | село    | 186       |
| 33 | Сосновка         | село    | 715       |
| 34 | Старая Заимка    | село    | 613       |
| 35 | Степной          | посёлок | 214       |
| 36 | Сунгурово        | село    | 269       |
| 37 | Тумашово         | село    | 411       |
| 38 | Тумашовский      | посёлок | 74        |
| 39 | Уково            | посёлок | 12        |
| 40 | Урожайный        | посёлок | 304       |
| 41 | Участок 24 км    | посёлок | 5         |
| 42 | Центральный      | посёлок | 358       |
| 43 | Шестаково        | село    | 386       |
| 44 | Шиликуль         | село    | 122       |
| 45 | Щучье            | деревня | 533       |
| 46 | Яковлево         | село    | 199       |

### Исетский
| №  | Населённый пункт | Тип     | Население |
| -- | ---------------- | ------- | --------- |
| 1  | Архангельское    | село    | 716       |
| 2  | Бархатово        | село    | 707       |
| 3  | Батени           | деревня | 125       |
| 4  | Битюки           | деревня | 187       |
| 5  | Бобылево         | село    | 490       |
| 6  | Ботники          | деревня | 148       |
| 7  | Верхнебешкиль    | село    | 591       |
| 8  | Верхний Ингал    | село    | 475       |
| 9  | Гаева            | деревня | 302       |
| 10 | Денисово         | село    | 480       |
| 11 | Ершина           | деревня | 177       |
| 12 | Зерновой         | посёлок | 150       |
| 13 | Исетское         | село    | 8290      |
| 14 | Ишимский         | посёлок | 160       |
| 15 | Кировский        | посёлок | 975       |
| 16 | Кирсанова        | деревня | 69        |
| 17 | Коммунар         | посёлок | 1517      |
| 18 | Красново         | село    | 622       |
| 19 | Красногорское    | село    | 251       |
| 20 | Кукушки          | деревня | 390       |
| 21 | Лобанова         | деревня | 174       |
| 22 | Лога             | деревня | 193       |
| 23 | Малыши           | деревня | 207       |
| 24 | Марино           | посёлок | 1         |
| 25 | Минино           | село    | 766       |
| 26 | Миролюбова       | деревня | 60        |
| 27 | Новикова         | посёлок | 347       |
| 28 | Онуфриево        | деревня | 139       |
| 29 | Осинова          | деревня | 22        |
| 30 | Пастухова        | деревня | 24        |
| 31 | Рассвет          | село    | 959       |
| 32 | Рафайлово        | село    | 1226      |
| 33 | Решетникова      | деревня | 120       |
| 34 | Сизикова         | деревня | 101       |
| 35 | Слобода-Бешкиль  | село    | 1130      |
| 36 | Созонова         | деревня | 31        |
| 37 | Солобоево        | село    | 1204      |
| 38 | Станичное        | село    | 414       |
| 39 | Турушево         | деревня | 128       |
| 40 | Школьный         | посёлок | 84        |
| 41 | Шорохово         | село    | 2068      |

### Ишимский
| №  | Населённый пункт  | Тип     | Население                                                                                  |
| -- | ----------------- | ------- | ------------------------------------------------------------------------------------------ |
| 1  | Бокаревка         | деревня | 296                                                                                        |
| 2  | Большеудалово     | деревня | 220                                                                                        |
| 3  | Большой Остров    | деревня | 260                                                                                        |
| 4  | Борисовка         | деревня | 272                                                                                        |
| 5  | Боровое           | село    | 652                                                                                        |
| 6  | Булановка         | деревня | 86                                                                                         |
| 7  | Бурлаки           | деревня | 0                                                                                          |
| 8  | Бутусово          | село    | 356                                                                                        |
| 9  | Бутырки           | деревня | 44                                                                                         |
| 10 | Быкова            | деревня | 277                                                                                        |
| 11 | Ваньковка         | деревня | Получено слишком много сущностей из Викиданные. Количество загруженных сущностей: 500/500. |
| 12 | Воронина          | деревня | Получено слишком много сущностей из Викиданные. Количество загруженных сущностей: 500/500. |
| 13 | Второпесьяново    | село    | Получено слишком много сущностей из Викиданные. Количество загруженных сущностей: 500/500. |
| 14 | Высоцкая          | деревня | Получено слишком много сущностей из Викиданные. Количество загруженных сущностей: 500/500. |
| 15 | Гагарино          | село    | Получено слишком много сущностей из Викиданные. Количество загруженных сущностей: 500/500. |
| 16 | Голдобино         | деревня | Получено слишком много сущностей из Викиданные. Количество загруженных сущностей: 500/500. |
| 17 | Десятова          | село    | Получено слишком много сущностей из Викиданные. Количество загруженных сущностей: 500/500. |
| 18 | Детский дом № 29  | посёлок | Получено слишком много сущностей из Викиданные. Количество загруженных сущностей: 500/500. |
| 19 | Детский санаторий | посёлок | Получено слишком много сущностей из Викиданные. Количество загруженных сущностей: 500/500. |
| 20 | Дом отдыха        | посёлок | Получено слишком много сущностей из Викиданные. Количество загруженных сущностей: 500/500. |
| 21 | Екатериновка      | деревня | Получено слишком много сущностей из Викиданные. Количество загруженных сущностей: 500/500. |
| 22 | Ершово            | село    | Получено слишком много сущностей из Викиданные. Количество загруженных сущностей: 500/500. |
| 23 | Заворохино        | деревня | Получено слишком много сущностей из Викиданные. Количество загруженных сущностей: 500/500. |
| 24 | Завьялово         | деревня | Получено слишком много сущностей из Викиданные. Количество загруженных сущностей: 500/500. |
| 25 | Заозерный         | посёлок | Получено слишком много сущностей из Викиданные. Количество загруженных сущностей: 500/500. |
| 26 | Зелёный           | посёлок | Получено слишком много сущностей из Викиданные. Количество загруженных сущностей: 500/500. |
| 27 | Зырянка           | деревня | Получено слишком много сущностей из Викиданные. Количество загруженных сущностей: 500/500. |
| 28 | Ивановка          | деревня | Получено слишком много сущностей из Викиданные. Количество загруженных сущностей: 500/500. |
| 29 | Казанка           | деревня | Получено слишком много сущностей из Викиданные. Количество загруженных сущностей: 500/500. |
| 30 | Камышка           | деревня | Получено слишком много сущностей из Викиданные. Количество загруженных сущностей: 500/500. |
| 31 | Карасуль          | село    | Получено слишком много сущностей из Викиданные. Количество загруженных сущностей: 500/500. |
| 32 | Кислое            | деревня | Получено слишком много сущностей из Викиданные. Количество загруженных сущностей: 500/500. |
| 33 | Клепиково         | село    | Получено слишком много сущностей из Викиданные. Количество загруженных сущностей: 500/500. |
| 34 | Комсомольская     | деревня | Получено слишком много сущностей из Викиданные. Количество загруженных сущностей: 500/500. |
| 35 | Кошкарагай        | деревня | Получено слишком много сущностей из Викиданные. Количество загруженных сущностей: 500/500. |
| 36 | Красивая          | деревня | Получено слишком много сущностей из Викиданные. Количество загруженных сущностей: 500/500. |
| 37 | Крутые Озерки     | деревня | Получено слишком много сущностей из Викиданные. Количество загруженных сущностей: 500/500. |
| 38 | Куимова           | деревня | Получено слишком много сущностей из Викиданные. Количество загруженных сущностей: 500/500. |
| 39 | Кукарцева         | деревня | Получено слишком много сущностей из Викиданные. Количество загруженных сущностей: 500/500. |
| 40 | Лайкова           | деревня | Получено слишком много сущностей из Викиданные. Количество загруженных сущностей: 500/500. |
| 41 | Лариха            | село    | Получено слишком много сущностей из Викиданные. Количество загруженных сущностей: 500/500. |
| 42 | Лозовое           | посёлок | Получено слишком много сущностей из Викиданные. Количество загруженных сущностей: 500/500. |
| 43 | Локти             | деревня | Получено слишком много сущностей из Викиданные. Количество загруженных сущностей: 500/500. |
| 44 | Макарова          | деревня | Получено слишком много сущностей из Викиданные. Количество загруженных сущностей: 500/500. |
| 45 | Малиновка         | деревня | Получено слишком много сущностей из Викиданные. Количество загруженных сущностей: 500/500. |
| 46 | Малоудалово       | деревня | Получено слишком много сущностей из Викиданные. Количество загруженных сущностей: 500/500. |
| 47 | Мезенка           | деревня | Получено слишком много сущностей из Викиданные. Количество загруженных сущностей: 500/500. |
| 48 | Мизоново          | село    | Получено слишком много сущностей из Викиданные. Количество загруженных сущностей: 500/500. |
| 49 | Михайловка        | деревня | Получено слишком много сущностей из Викиданные. Количество загруженных сущностей: 500/500. |
| 50 | Налимова          | деревня | Получено слишком много сущностей из Викиданные. Количество загруженных сущностей: 500/500. |
| 51 | Неволина          | село    | Получено слишком много сущностей из Викиданные. Количество загруженных сущностей: 500/500. |
| 52 | Нерпино           | деревня | Получено слишком много сущностей из Викиданные. Количество загруженных сущностей: 500/500. |
| 53 | Нестерова         | деревня | Получено слишком много сущностей из Викиданные. Количество загруженных сущностей: 500/500. |
| 54 | Николаевка        | деревня | Получено слишком много сущностей из Викиданные. Количество загруженных сущностей: 500/500. |
| 55 | Никольский        | посёлок | Получено слишком много сущностей из Викиданные. Количество загруженных сущностей: 500/500. |
| 56 | Новоивановка      | деревня | Получено слишком много сущностей из Викиданные. Количество загруженных сущностей: 500/500. |
| 57 | Новоказанка       | деревня | Получено слишком много сущностей из Викиданные. Количество загруженных сущностей: 500/500. |
| 58 | Новокировский     | посёлок | Получено слишком много сущностей из Викиданные. Количество загруженных сущностей: 500/500. |
| 59 | Новолокти         | село    | Получено слишком много сущностей из Викиданные. Количество загруженных сущностей: 500/500. |
| 60 | Новотравное       | село    | Получено слишком много сущностей из Викиданные. Количество загруженных сущностей: 500/500. |
| 61 | Ожогино           | село    | Получено слишком много сущностей из Викиданные. Количество загруженных сущностей: 500/500. |
| 62 | Октябревка        | деревня | Получено слишком много сущностей из Викиданные. Количество загруженных сущностей: 500/500. |
| 63 | Октябрьский       | посёлок | Получено слишком много сущностей из Викиданные. Количество загруженных сущностей: 500/500. |
| 64 | Опеновка          | деревня | Получено слишком много сущностей из Викиданные. Количество загруженных сущностей: 500/500. |
| 65 | Орловка           | деревня | Получено слишком много сущностей из Викиданные. Количество загруженных сущностей: 500/500. |
| 66 | Пахомова          | село    | Получено слишком много сущностей из Викиданные. Количество загруженных сущностей: 500/500. |
| 67 | Первопесьяново    | село    | Получено слишком много сущностей из Викиданные. Количество загруженных сущностей: 500/500. |
| 68 | Первотроицк       | деревня | Получено слишком много сущностей из Викиданные. Количество загруженных сущностей: 500/500. |
| 69 | Плешково          | село    | Получено слишком много сущностей из Викиданные. Количество загруженных сущностей: 500/500. |
| 70 | Плодопитомник     | посёлок | Получено слишком много сущностей из Викиданные. Количество загруженных сущностей: 500/500. |
| 71 | Прокуткино        | село    | Получено слишком много сущностей из Викиданные. Количество загруженных сущностей: 500/500. |
| 72 | Равнец            | село    | Получено слишком много сущностей из Викиданные. Количество загруженных сущностей: 500/500. |
| 73 | Рагозина          | деревня | Получено слишком много сущностей из Викиданные. Количество загруженных сущностей: 500/500. |
| 74 | Разъезд № 36      | село    | Получено слишком много сущностей из Викиданные. Количество загруженных сущностей: 500/500. |
| 75 | Разъезд № 37      | посёлок | Получено слишком много сущностей из Викиданные. Количество загруженных сущностей: 500/500. |
| 76 | Разъезд № 40      | село    | Получено слишком много сущностей из Викиданные. Количество загруженных сущностей: 500/500. |
| 77 | Ревягина          | деревня | Получено слишком много сущностей из Викиданные. Количество загруженных сущностей: 500/500. |
| 78 | Речка             | деревня | Получено слишком много сущностей из Викиданные. Количество загруженных сущностей: 500/500. |
| 79 | Савина            | деревня | Получено слишком много сущностей из Викиданные. Количество загруженных сущностей: 500/500. |
| 80 | Сажино            | деревня | Получено слишком много сущностей из Викиданные. Количество загруженных сущностей: 500/500. |
| 81 | Симонова          | деревня | Получено слишком много сущностей из Викиданные. Количество загруженных сущностей: 500/500. |
| 82 | Синицына          | деревня | Получено слишком много сущностей из Викиданные. Количество загруженных сущностей: 500/500. |
| 83 | Сорочкина         | деревня | Получено слишком много сущностей из Викиданные. Количество загруженных сущностей: 500/500. |
| 84 | Стрехнино         | село    | Получено слишком много сущностей из Викиданные. Количество загруженных сущностей: 500/500. |
| 85 | Таловка           | деревня | Получено слишком много сущностей из Викиданные. Количество загруженных сущностей: 500/500. |
| 86 | Тимохина          | деревня | Получено слишком много сущностей из Викиданные. Количество загруженных сущностей: 500/500. |
| 87 | Тоболово          | село    | Получено слишком много сущностей из Викиданные. Количество загруженных сущностей: 500/500. |
| 88 | Черемшанка        | село    | Получено слишком много сущностей из Викиданные. Количество загруженных сущностей: 500/500. |
| 89 | Шаблыкино         | село    | Получено слишком много сущностей из Викиданные. Количество загруженных сущностей: 500/500. |

### Казанский
| №  | Населённый пункт  | Тип     | Население                                                                                  |
| -- | ----------------- | ------- | ------------------------------------------------------------------------------------------ |
| 1  | Афонькино         | село    | Получено слишком много сущностей из Викиданные. Количество загруженных сущностей: 500/500. |
| 2  | Баландина         | деревня | Получено слишком много сущностей из Викиданные. Количество загруженных сущностей: 500/500. |
| 3  | Благодатное       | деревня | Получено слишком много сущностей из Викиданные. Количество загруженных сущностей: 500/500. |
| 4  | Большая Ченчерь   | село    | Получено слишком много сущностей из Викиданные. Количество загруженных сущностей: 500/500. |
| 5  | Большие Ярки      | деревня | Получено слишком много сущностей из Викиданные. Количество загруженных сущностей: 500/500. |
| 6  | Боровлянка        | деревня | Получено слишком много сущностей из Викиданные. Количество загруженных сущностей: 500/500. |
| 7  | Вакарино          | деревня | Получено слишком много сущностей из Викиданные. Количество загруженных сущностей: 500/500. |
| 8  | Викторовка        | деревня | Получено слишком много сущностей из Викиданные. Количество загруженных сущностей: 500/500. |
| 9  | Вознесенка        | село    | Получено слишком много сущностей из Викиданные. Количество загруженных сущностей: 500/500. |
| 10 | Гагарье           | село    | Получено слишком много сущностей из Викиданные. Количество загруженных сущностей: 500/500. |
| 11 | Грачи             | деревня | Получено слишком много сущностей из Викиданные. Количество загруженных сущностей: 500/500. |
| 12 | Дальнетравное     | деревня | Получено слишком много сущностей из Викиданные. Количество загруженных сущностей: 500/500. |
| 13 | Долматово         | деревня | Получено слишком много сущностей из Викиданные. Количество загруженных сущностей: 500/500. |
| 14 | Дубынка           | село    | Получено слишком много сущностей из Викиданные. Количество загруженных сущностей: 500/500. |
| 15 | Ельцово           | деревня | Получено слишком много сущностей из Викиданные. Количество загруженных сущностей: 500/500. |
| 16 | Заречка           | деревня | Получено слишком много сущностей из Викиданные. Количество загруженных сущностей: 500/500. |
| 17 | Ильинка           | село    | Получено слишком много сущностей из Викиданные. Количество загруженных сущностей: 500/500. |
| 18 | Казанское         | село    | Получено слишком много сущностей из Викиданные. Количество загруженных сущностей: 500/500. |
| 19 | Копотилово        | деревня | Получено слишком много сущностей из Викиданные. Количество загруженных сущностей: 500/500. |
| 20 | Коротаевка        | деревня | Получено слишком много сущностей из Викиданные. Количество загруженных сущностей: 500/500. |
| 21 | Кугаево           | село    | Получено слишком много сущностей из Викиданные. Количество загруженных сущностей: 500/500. |
| 22 | Малая Ченчерь     | деревня | Получено слишком много сущностей из Викиданные. Количество загруженных сущностей: 500/500. |
| 23 | Малые Ярки        | деревня | Получено слишком много сущностей из Викиданные. Количество загруженных сущностей: 500/500. |
| 24 | Михайловка        | деревня | Получено слишком много сущностей из Викиданные. Количество загруженных сущностей: 500/500. |
| 25 | Новоалександровка | деревня | Получено слишком много сущностей из Викиданные. Количество загруженных сущностей: 500/500. |
| 26 | Новогеоргиевка    | деревня | Получено слишком много сущностей из Викиданные. Количество загруженных сущностей: 500/500. |
| 27 | Новопокровка      | деревня | Получено слишком много сущностей из Викиданные. Количество загруженных сущностей: 500/500. |
| 28 | Новоселезнево     | посёлок | Получено слишком много сущностей из Викиданные. Количество загруженных сущностей: 500/500. |
| 29 | Новоселы          | деревня | Получено слишком много сущностей из Викиданные. Количество загруженных сущностей: 500/500. |
| 30 | Огнёво            | село    | Получено слишком много сущностей из Викиданные. Количество загруженных сущностей: 500/500. |
| 31 | Паленка           | деревня | Получено слишком много сущностей из Викиданные. Количество загруженных сущностей: 500/500. |
| 32 | Песчаное          | деревня | Получено слишком много сущностей из Викиданные. Количество загруженных сущностей: 500/500. |
| 33 | Пешнево           | село    | Получено слишком много сущностей из Викиданные. Количество загруженных сущностей: 500/500. |
| 34 | Сладчанка         | деревня | Получено слишком много сущностей из Викиданные. Количество загруженных сущностей: 500/500. |
| 35 | Смирное           | село    | Получено слишком много сущностей из Викиданные. Количество загруженных сущностей: 500/500. |
| 36 | Челюскинцев       | посёлок | Получено слишком много сущностей из Викиданные. Количество загруженных сущностей: 500/500. |
| 37 | Чирки             | деревня | Получено слишком много сущностей из Викиданные. Количество загруженных сущностей: 500/500. |
| 38 | Шагалово          | деревня | Получено слишком много сущностей из Викиданные. Количество загруженных сущностей: 500/500. |
| 39 | Шадринка          | деревня | Получено слишком много сущностей из Викиданные. Количество загруженных сущностей: 500/500. |
| 40 | Яровское          | село    | Получено слишком много сущностей из Викиданные. Количество загруженных сущностей: 500/500. |

### Нижнетавдинский
| №  | Населённый пункт    | Тип     | Население                                                                                  |
| -- | ------------------- | ------- | ------------------------------------------------------------------------------------------ |
| 1  | Андрюшино           | село    | Получено слишком много сущностей из Викиданные. Количество загруженных сущностей: 500/500. |
| 2  | Антипино            | село    | Получено слишком много сущностей из Викиданные. Количество загруженных сущностей: 500/500. |
| 3  | Антропово           | село    | Получено слишком много сущностей из Викиданные. Количество загруженных сущностей: 500/500. |
| 4  | Аракчина            | деревня | Получено слишком много сущностей из Викиданные. Количество загруженных сущностей: 500/500. |
| 5  | Ахманский           | посёлок | Получено слишком много сущностей из Викиданные. Количество загруженных сущностей: 500/500. |
| 6  | Ахманы              | деревня | Получено слишком много сущностей из Викиданные. Количество загруженных сущностей: 500/500. |
| 7  | Байкал              | деревня | Получено слишком много сущностей из Викиданные. Количество загруженных сущностей: 500/500. |
| 8  | Белая Дуброва       | деревня | Получено слишком много сущностей из Викиданные. Количество загруженных сущностей: 500/500. |
| 9  | Березовка           | посёлок | Получено слишком много сущностей из Викиданные. Количество загруженных сущностей: 500/500. |
| 10 | Большая Заморозовка | деревня | Получено слишком много сущностей из Викиданные. Количество загруженных сущностей: 500/500. |
| 11 | Большой Хутор       | деревня | Получено слишком много сущностей из Викиданные. Количество загруженных сущностей: 500/500. |
| 12 | Бугры               | деревня | Получено слишком много сущностей из Викиданные. Количество загруженных сущностей: 500/500. |
| 13 | Бухтал              | село    | Получено слишком много сущностей из Викиданные. Количество загруженных сущностей: 500/500. |
| 14 | Велижаны            | село    | Получено слишком много сущностей из Викиданные. Количество загруженных сущностей: 500/500. |
| 15 | Вершина             | деревня | Получено слишком много сущностей из Викиданные. Количество загруженных сущностей: 500/500. |
| 16 | Весёлая Грива       | деревня | Получено слишком много сущностей из Викиданные. Количество загруженных сущностей: 500/500. |
| 17 | Герасимовка         | деревня | Получено слишком много сущностей из Викиданные. Количество загруженных сущностей: 500/500. |
| 18 | Гузенеевский        | посёлок | Получено слишком много сущностей из Викиданные. Количество загруженных сущностей: 500/500. |
| 19 | Девятково           | село    | Получено слишком много сущностей из Викиданные. Количество загруженных сущностей: 500/500. |
| 20 | Елань               | село    | Получено слишком много сущностей из Викиданные. Количество загруженных сущностей: 500/500. |
| 21 | Еремино             | село    | Получено слишком много сущностей из Викиданные. Количество загруженных сущностей: 500/500. |
| 22 | Ивашкина            | деревня | Получено слишком много сущностей из Викиданные. Количество загруженных сущностей: 500/500. |
| 23 | Ипкуль              | село    | Получено слишком много сущностей из Викиданные. Количество загруженных сущностей: 500/500. |
| 24 | Иска                | село    | Получено слишком много сущностей из Викиданные. Количество загруженных сущностей: 500/500. |
| 25 | Иска-Чебаково       | деревня | Получено слишком много сущностей из Викиданные. Количество загруженных сущностей: 500/500. |
| 26 | Казанка             | деревня | Получено слишком много сущностей из Викиданные. Количество загруженных сущностей: 500/500. |
| 27 | Калиновка           | деревня | Получено слишком много сущностей из Викиданные. Количество загруженных сущностей: 500/500. |
| 28 | Камышинка           | деревня | Получено слишком много сущностей из Викиданные. Количество загруженных сущностей: 500/500. |
| 29 | Канаш               | село    | Получено слишком много сущностей из Викиданные. Количество загруженных сущностей: 500/500. |
| 30 | Карагандинский      | посёлок | Получено слишком много сущностей из Викиданные. Количество загруженных сущностей: 500/500. |
| 31 | Картымский          | посёлок | Получено слишком много сущностей из Викиданные. Количество загруженных сущностей: 500/500. |
| 32 | Киндер              | село    | Получено слишком много сущностей из Викиданные. Количество загруженных сущностей: 500/500. |
| 33 | Ключи               | посёлок | Получено слишком много сущностей из Викиданные. Количество загруженных сущностей: 500/500. |
| 34 | Конченбург          | село    | Получено слишком много сущностей из Викиданные. Количество загруженных сущностей: 500/500. |
| 35 | Красный Яр          | деревня | Получено слишком много сущностей из Викиданные. Количество загруженных сущностей: 500/500. |
| 36 | Крысова             | деревня | Получено слишком много сущностей из Викиданные. Количество загруженных сущностей: 500/500. |
| 37 | Кунчур              | посёлок | Получено слишком много сущностей из Викиданные. Количество загруженных сущностей: 500/500. |
| 38 | Кускургуль          | село    | Получено слишком много сущностей из Викиданные. Количество загруженных сущностей: 500/500. |
| 39 | Лесозаводский       | посёлок | Получено слишком много сущностей из Викиданные. Количество загруженных сущностей: 500/500. |
| 40 | Малая Заморозовка   | деревня | Получено слишком много сущностей из Викиданные. Количество загруженных сущностей: 500/500. |
| 41 | Малые Велижаны      | деревня | Получено слишком много сущностей из Викиданные. Количество загруженных сущностей: 500/500. |
| 42 | Малый Хутор         | деревня | Получено слишком много сущностей из Викиданные. Количество загруженных сущностей: 500/500. |
| 43 | Маслянка            | деревня | Получено слишком много сущностей из Викиданные. Количество загруженных сущностей: 500/500. |
| 44 | Мияги               | деревня | Получено слишком много сущностей из Викиданные. Количество загруженных сущностей: 500/500. |
| 45 | Мияссы              | село    | Получено слишком много сущностей из Викиданные. Количество загруженных сущностей: 500/500. |
| 46 | Морозовка           | деревня | Получено слишком много сущностей из Викиданные. Количество загруженных сущностей: 500/500. |
| 47 | Московка            | деревня | Получено слишком много сущностей из Викиданные. Количество загруженных сущностей: 500/500. |
| 48 | Нижнепристанской    | посёлок | Получено слишком много сущностей из Викиданные. Количество загруженных сущностей: 500/500. |
| 49 | Нижние Тарманы      | деревня | Получено слишком много сущностей из Викиданные. Количество загруженных сущностей: 500/500. |
| 50 | Нижняя Тавда        | село    | Получено слишком много сущностей из Викиданные. Количество загруженных сущностей: 500/500. |
| 51 | Новоказанка         | деревня | Получено слишком много сущностей из Викиданные. Количество загруженных сущностей: 500/500. |
| 52 | Новоникольская      | деревня | Получено слишком много сущностей из Викиданные. Количество загруженных сущностей: 500/500. |
| 53 | Новоникольское      | село    | Получено слишком много сущностей из Викиданные. Количество загруженных сущностей: 500/500. |
| 54 | Новопокровка        | деревня | Получено слишком много сущностей из Викиданные. Количество загруженных сущностей: 500/500. |
| 55 | Новотроицкое        | село    | Получено слишком много сущностей из Викиданные. Количество загруженных сущностей: 500/500. |
| 56 | Новоуфимка          | деревня | Получено слишком много сущностей из Викиданные. Количество загруженных сущностей: 500/500. |
| 57 | Носырево            | село    | Получено слишком много сущностей из Викиданные. Количество загруженных сущностей: 500/500. |
| 58 | Паченка             | село    | Получено слишком много сущностей из Викиданные. Количество загруженных сущностей: 500/500. |
| 59 | Первомайский        | посёлок | Получено слишком много сущностей из Викиданные. Количество загруженных сущностей: 500/500. |
| 60 | Петрунькино         | село    | Получено слишком много сущностей из Викиданные. Количество загруженных сущностей: 500/500. |
| 61 | Понизовка           | деревня | Получено слишком много сущностей из Викиданные. Количество загруженных сущностей: 500/500. |
| 62 | Сартово             | село    | Получено слишком много сущностей из Викиданные. Количество загруженных сущностей: 500/500. |
| 63 | Соколовка           | деревня | Получено слишком много сущностей из Викиданные. Количество загруженных сущностей: 500/500. |
| 64 | Сосновка            | деревня | Получено слишком много сущностей из Викиданные. Количество загруженных сущностей: 500/500. |
| 65 | Средние Тарманы     | село    | Получено слишком много сущностей из Викиданные. Количество загруженных сущностей: 500/500. |
| 66 | Тангачи             | деревня | Получено слишком много сущностей из Викиданные. Количество загруженных сущностей: 500/500. |
| 67 | Тандашково          | село    | Получено слишком много сущностей из Викиданные. Количество загруженных сущностей: 500/500. |
| 68 | Торгили             | посёлок | Получено слишком много сущностей из Викиданные. Количество загруженных сущностей: 500/500. |
| 69 | Троицкое            | село    | Получено слишком много сущностей из Викиданные. Количество загруженных сущностей: 500/500. |
| 70 | Тукман              | посёлок | Получено слишком много сущностей из Викиданные. Количество загруженных сущностей: 500/500. |
| 71 | Турнаева            | деревня | Получено слишком много сущностей из Викиданные. Количество загруженных сущностей: 500/500. |
| 72 | Тюнево              | село    | Получено слишком много сущностей из Викиданные. Количество загруженных сущностей: 500/500. |
| 73 | Черепаново          | село    | Получено слишком много сущностей из Викиданные. Количество загруженных сущностей: 500/500. |
| 74 | Черноярка           | село    | Получено слишком много сущностей из Викиданные. Количество загруженных сущностей: 500/500. |
| 75 | Чугунаево           | посёлок | Получено слишком много сущностей из Викиданные. Количество загруженных сущностей: 500/500. |
| 76 | Шапкуль             | деревня | Получено слишком много сущностей из Викиданные. Количество загруженных сущностей: 500/500. |
| 77 | Штакульская         | деревня | Получено слишком много сущностей из Викиданные. Количество загруженных сущностей: 500/500. |
| 78 | Юрты-Иска           | деревня | Получено слишком много сущностей из Викиданные. Количество загруженных сущностей: 500/500. |

### Омутинский
| №  | Населённый пункт | Тип     | Население                                                                                  |
| -- | ---------------- | ------- | ------------------------------------------------------------------------------------------ |
| 1  | Большекрутинская | деревня | Получено слишком много сущностей из Викиданные. Количество загруженных сущностей: 500/500. |
| 2  | Большой Краснояр | село    | Получено слишком много сущностей из Викиданные. Количество загруженных сущностей: 500/500. |
| 3  | Вагай            | село    | Получено слишком много сущностей из Викиданные. Количество загруженных сущностей: 500/500. |
| 4  | Вагайская        | деревня | Получено слишком много сущностей из Викиданные. Количество загруженных сущностей: 500/500. |
| 5  | Дмитриевка       | деревня | Получено слишком много сущностей из Викиданные. Количество загруженных сущностей: 500/500. |
| 6  | Журавлевское     | село    | Получено слишком много сущностей из Викиданные. Количество загруженных сущностей: 500/500. |
| 7  | Зимовье-Вагай    | село    | Получено слишком много сущностей из Викиданные. Количество загруженных сущностей: 500/500. |
| 8  | Кашевская        | деревня | Получено слишком много сущностей из Викиданные. Количество загруженных сущностей: 500/500. |
| 9  | Красноярская     | деревня | Получено слишком много сущностей из Викиданные. Количество загруженных сущностей: 500/500. |
| 10 | Крутинская       | деревня | Получено слишком много сущностей из Викиданные. Количество загруженных сущностей: 500/500. |
| 11 | Малая Крутая     | деревня | Получено слишком много сущностей из Викиданные. Количество загруженных сущностей: 500/500. |
| 12 | Малый Краснояр   | деревня | Получено слишком много сущностей из Викиданные. Количество загруженных сущностей: 500/500. |
| 13 | Медвежка         | деревня | Получено слишком много сущностей из Викиданные. Количество загруженных сущностей: 500/500. |
| 14 | Новодеревенская  | деревня | Получено слишком много сущностей из Викиданные. Количество загруженных сущностей: 500/500. |
| 15 | Новостройка      | деревня | Получено слишком много сущностей из Викиданные. Количество загруженных сущностей: 500/500. |
| 16 | Окуневская       | деревня | Получено слишком много сущностей из Викиданные. Количество загруженных сущностей: 500/500. |
| 17 | Окуневское       | село    | Получено слишком много сущностей из Викиданные. Количество загруженных сущностей: 500/500. |
| 18 | Омутинское       | село    | Получено слишком много сущностей из Викиданные. Количество загруженных сущностей: 500/500. |
| 19 | Пиньгина         | деревня | Получено слишком много сущностей из Викиданные. Количество загруженных сущностей: 500/500. |
| 20 | Разъезд № 29     | посёлок | Получено слишком много сущностей из Викиданные. Количество загруженных сущностей: 500/500. |
| 21 | Рассвет          | посёлок | Получено слишком много сущностей из Викиданные. Количество загруженных сущностей: 500/500. |
| 22 | Русаково         | деревня | Получено слишком много сущностей из Викиданные. Количество загруженных сущностей: 500/500. |
| 23 | Савинова         | деревня | Получено слишком много сущностей из Викиданные. Количество загруженных сущностей: 500/500. |
| 24 | Садовый          | посёлок | Получено слишком много сущностей из Викиданные. Количество загруженных сущностей: 500/500. |
| 25 | Свобода          | деревня | Получено слишком много сущностей из Викиданные. Количество загруженных сущностей: 500/500. |
| 26 | Ситниково        | село    | Получено слишком много сущностей из Викиданные. Количество загруженных сущностей: 500/500. |
| 27 | Слободская       | деревня | Получено слишком много сущностей из Викиданные. Количество загруженных сущностей: 500/500. |
| 28 | Солоновка        | деревня | Получено слишком много сущностей из Викиданные. Количество загруженных сущностей: 500/500. |
| 29 | Сорокина         | деревня | Получено слишком много сущностей из Викиданные. Количество загруженных сущностей: 500/500. |
| 30 | Тетеркина        | деревня | Получено слишком много сущностей из Викиданные. Количество загруженных сущностей: 500/500. |
| 31 | Томская          | деревня | Получено слишком много сущностей из Викиданные. Количество загруженных сущностей: 500/500. |
| 32 | Червянка         | деревня | Получено слишком много сущностей из Викиданные. Количество загруженных сущностей: 500/500. |
| 33 | Шабаново         | село    | Получено слишком много сущностей из Викиданные. Количество загруженных сущностей: 500/500. |
| 34 | Шаньгина         | деревня | Получено слишком много сущностей из Викиданные. Количество загруженных сущностей: 500/500. |
| 35 | Южно-Плетнево    | село    | Получено слишком много сущностей из Викиданные. Количество загруженных сущностей: 500/500. |

### Сладковский
| №  | Населённый пункт | Тип     | Население                                                                                  |
| -- | ---------------- | ------- | ------------------------------------------------------------------------------------------ |
| 1  | Александровка    | село    | Получено слишком много сущностей из Викиданные. Количество загруженных сущностей: 500/500. |
| 2  | Беково           | село    | Получено слишком много сущностей из Викиданные. Количество загруженных сущностей: 500/500. |
| 3  | Большое          | деревня | Получено слишком много сущностей из Викиданные. Количество загруженных сущностей: 500/500. |
| 4  | Большой Куртал   | деревня | Получено слишком много сущностей из Викиданные. Количество загруженных сущностей: 500/500. |
| 5  | Викуловка        | деревня | Получено слишком много сущностей из Викиданные. Количество загруженных сущностей: 500/500. |
| 6  | Вознесенка       | деревня | Получено слишком много сущностей из Викиданные. Количество загруженных сущностей: 500/500. |
| 7  | Выстрел          | деревня | Получено слишком много сущностей из Викиданные. Количество загруженных сущностей: 500/500. |
| 8  | Гляден           | деревня | Получено слишком много сущностей из Викиданные. Количество загруженных сущностей: 500/500. |
| 9  | Гуляй-Поле       | деревня | Получено слишком много сущностей из Викиданные. Количество загруженных сущностей: 500/500. |
| 10 | Задонка          | деревня | Получено слишком много сущностей из Викиданные. Количество загруженных сущностей: 500/500. |
| 11 | Каравай          | деревня | Получено слишком много сущностей из Викиданные. Количество загруженных сущностей: 500/500. |
| 12 | Катайск          | деревня | Получено слишком много сущностей из Викиданные. Количество загруженных сущностей: 500/500. |
| 13 | Кочкарное        | деревня | Получено слишком много сущностей из Викиданные. Количество загруженных сущностей: 500/500. |
| 14 | Красивое         | деревня | Получено слишком много сущностей из Викиданные. Количество загруженных сущностей: 500/500. |
| 15 | Ловцово          | село    | Получено слишком много сущностей из Викиданные. Количество загруженных сущностей: 500/500. |
| 16 | Лопазное         | село    | Получено слишком много сущностей из Викиданные. Количество загруженных сущностей: 500/500. |
| 17 | Майка            | деревня | Получено слишком много сущностей из Викиданные. Количество загруженных сущностей: 500/500. |
| 18 | Малиново         | деревня | Получено слишком много сущностей из Викиданные. Количество загруженных сущностей: 500/500. |
| 19 | Малый Куртал     | деревня | Получено слишком много сущностей из Викиданные. Количество загруженных сущностей: 500/500. |
| 20 | Маслянский       | посёлок | Получено слишком много сущностей из Викиданные. Количество загруженных сущностей: 500/500. |
| 21 | Менжинское       | село    | Получено слишком много сущностей из Викиданные. Количество загруженных сущностей: 500/500. |
| 22 | Михайловка       | деревня | Получено слишком много сущностей из Викиданные. Количество загруженных сущностей: 500/500. |
| 23 | Никулино         | село    | Получено слишком много сущностей из Викиданные. Количество загруженных сущностей: 500/500. |
| 24 | Новоандреевка    | деревня | Получено слишком много сущностей из Викиданные. Количество загруженных сущностей: 500/500. |
| 25 | Новоказанка      | село    | Получено слишком много сущностей из Викиданные. Количество загруженных сущностей: 500/500. |
| 26 | Новониколаевка   | деревня | Получено слишком много сущностей из Викиданные. Количество загруженных сущностей: 500/500. |
| 27 | Остропятово      | деревня | Получено слишком много сущностей из Викиданные. Количество загруженных сущностей: 500/500. |
| 28 | Пелевино         | село    | Получено слишком много сущностей из Викиданные. Количество загруженных сущностей: 500/500. |
| 29 | Победа           | посёлок | Получено слишком много сущностей из Викиданные. Количество загруженных сущностей: 500/500. |
| 30 | Покровка         | деревня | Получено слишком много сущностей из Викиданные. Количество загруженных сущностей: 500/500. |
| 31 | Политотдельский  | посёлок | Получено слишком много сущностей из Викиданные. Количество загруженных сущностей: 500/500. |
| 32 | Разъезд № 42     | разъезд | Получено слишком много сущностей из Викиданные. Количество загруженных сущностей: 500/500. |
| 33 | Разъезд № 44     | разъезд | Получено слишком много сущностей из Викиданные. Количество загруженных сущностей: 500/500. |
| 34 | Рождественка     | деревня | Получено слишком много сущностей из Викиданные. Количество загруженных сущностей: 500/500. |
| 35 | Свердловская     | деревня | Получено слишком много сущностей из Викиданные. Количество загруженных сущностей: 500/500. |
| 36 | Сладково         | село    | Получено слишком много сущностей из Викиданные. Количество загруженных сущностей: 500/500. |
| 37 | Станиченская     | деревня | Получено слишком много сущностей из Викиданные. Количество загруженных сущностей: 500/500. |
| 38 | Станичное        | село    | Получено слишком много сущностей из Викиданные. Количество загруженных сущностей: 500/500. |
| 39 | Степное          | село    | Получено слишком много сущностей из Викиданные. Количество загруженных сущностей: 500/500. |
| 40 | Стрункино        | деревня | Получено слишком много сущностей из Викиданные. Количество загруженных сущностей: 500/500. |
| 41 | Таволжан         | деревня | Получено слишком много сущностей из Викиданные. Количество загруженных сущностей: 500/500. |
| 42 | Травное          | село    | Получено слишком много сущностей из Викиданные. Количество загруженных сущностей: 500/500. |
| 43 | Усово            | село    | Получено слишком много сущностей из Викиданные. Количество загруженных сущностей: 500/500. |
| 44 | Хантиновка       | деревня | Получено слишком много сущностей из Викиданные. Количество загруженных сущностей: 500/500. |
| 45 | Шадринка         | деревня | Получено слишком много сущностей из Викиданные. Количество загруженных сущностей: 500/500. |
| 46 | Щербаково        | деревня | Получено слишком много сущностей из Викиданные. Количество загруженных сущностей: 500/500. |

### Сорокинский
| №  | Населённый пункт | Тип     | Население                                                                                  |
| -- | ---------------- | ------- | ------------------------------------------------------------------------------------------ |
| 1  | Александровка    | село    | Получено слишком много сущностей из Викиданные. Количество загруженных сущностей: 500/500. |
| 2  | Большое Сорокино | село    | Получено слишком много сущностей из Викиданные. Количество загруженных сущностей: 500/500. |
| 3  | Бунькова         | деревня | Получено слишком много сущностей из Викиданные. Количество загруженных сущностей: 500/500. |
| 4  | Верхнепинигина   | деревня | Получено слишком много сущностей из Викиданные. Количество загруженных сущностей: 500/500. |
| 5  | Вознесенка       | деревня | Получено слишком много сущностей из Викиданные. Количество загруженных сущностей: 500/500. |
| 6  | Ворсиха          | село    | Получено слишком много сущностей из Викиданные. Количество загруженных сущностей: 500/500. |
| 7  | Воскресенка      | деревня | Получено слишком много сущностей из Викиданные. Количество загруженных сущностей: 500/500. |
| 8  | Городище         | деревня | Получено слишком много сущностей из Викиданные. Количество загруженных сущностей: 500/500. |
| 9  | Готопутово       | село    | Получено слишком много сущностей из Викиданные. Количество загруженных сущностей: 500/500. |
| 10 | Желнина          | деревня | Получено слишком много сущностей из Викиданные. Количество загруженных сущностей: 500/500. |
| 11 | Жидоусово        | село    | Получено слишком много сущностей из Викиданные. Количество загруженных сущностей: 500/500. |
| 12 | Знаменщиково     | село    | Получено слишком много сущностей из Викиданные. Количество загруженных сущностей: 500/500. |
| 13 | Калиновка        | село    | Получено слишком много сущностей из Викиданные. Количество загруженных сущностей: 500/500. |
| 14 | Курмановка       | деревня | Получено слишком много сущностей из Викиданные. Количество загруженных сущностей: 500/500. |
| 15 | Лебяжье          | деревня | Получено слишком много сущностей из Викиданные. Количество загруженных сущностей: 500/500. |
| 16 | Лыкошина         | деревня | Получено слишком много сущностей из Викиданные. Количество загруженных сущностей: 500/500. |
| 17 | Московка         | деревня | Получено слишком много сущностей из Викиданные. Количество загруженных сущностей: 500/500. |
| 18 | Нефтяник         | посёлок | Получено слишком много сущностей из Викиданные. Количество загруженных сущностей: 500/500. |
| 19 | Нижнепинигино    | село    | Получено слишком много сущностей из Викиданные. Количество загруженных сущностей: 500/500. |
| 20 | Новониколаевка   | деревня | Получено слишком много сущностей из Викиданные. Количество загруженных сущностей: 500/500. |
| 21 | Новотроицк       | деревня | Получено слишком много сущностей из Викиданные. Количество загруженных сущностей: 500/500. |
| 22 | Осиновка         | село    | Получено слишком много сущностей из Викиданные. Количество загруженных сущностей: 500/500. |
| 23 | Петровка         | деревня | Получено слишком много сущностей из Викиданные. Количество загруженных сущностей: 500/500. |
| 24 | Покровка         | село    | Получено слишком много сущностей из Викиданные. Количество загруженных сущностей: 500/500. |
| 25 | Преображенка     | деревня | Получено слишком много сущностей из Викиданные. Количество загруженных сущностей: 500/500. |
| 26 | Рядовичи         | деревня | Получено слишком много сущностей из Викиданные. Количество загруженных сущностей: 500/500. |
| 27 | Сергина          | деревня | Получено слишком много сущностей из Викиданные. Количество загруженных сущностей: 500/500. |
| 28 | Стрельцовка      | деревня | Получено слишком много сущностей из Викиданные. Количество загруженных сущностей: 500/500. |
| 29 | Тиханиха         | деревня | Получено слишком много сущностей из Викиданные. Количество загруженных сущностей: 500/500. |
| 30 | Черемшанка       | деревня | Получено слишком много сущностей из Викиданные. Количество загруженных сущностей: 500/500. |

### Тобольский
| №   | Населённый пункт   | Тип     | Население                                                                                  |
| --- | ------------------ | ------- | ------------------------------------------------------------------------------------------ |
| 1   | Абалак             | село    | Получено слишком много сущностей из Викиданные. Количество загруженных сущностей: 500/500. |
| 2   | Абрамова           | деревня | Получено слишком много сущностей из Викиданные. Количество загруженных сущностей: 500/500. |
| 3   | Алга               | деревня | Получено слишком много сущностей из Викиданные. Количество загруженных сущностей: 500/500. |
| 4   | Араповская         | деревня | Получено слишком много сущностей из Викиданные. Количество загруженных сущностей: 500/500. |
| 5   | Ахманай            | деревня | Получено слишком много сущностей из Викиданные. Количество загруженных сущностей: 500/500. |
| 6   | Ачиры              | деревня | Получено слишком много сущностей из Викиданные. Количество загруженных сущностей: 500/500. |
| 7   | Бабандина          | деревня | Получено слишком много сущностей из Викиданные. Количество загруженных сущностей: 500/500. |
| 8   | Байгара            | деревня | Получено слишком много сущностей из Викиданные. Количество загруженных сущностей: 500/500. |
| 9   | Байкалово          | село    | Получено слишком много сущностей из Викиданные. Количество загруженных сущностей: 500/500. |
| 10  | Бакшеева           | деревня | Получено слишком много сущностей из Викиданные. Количество загруженных сущностей: 500/500. |
| 11  | Башкова            | деревня | Получено слишком много сущностей из Викиданные. Количество загруженных сущностей: 500/500. |
| 12  | Бизино             | село    | Получено слишком много сущностей из Викиданные. Количество загруженных сущностей: 500/500. |
| 13  | Бишура             | деревня | Получено слишком много сущностей из Викиданные. Количество загруженных сущностей: 500/500. |
| 14  | Бобова             | деревня | Получено слишком много сущностей из Викиданные. Количество загруженных сущностей: 500/500. |
| 15  | Большая Блинникова | деревня | Получено слишком много сущностей из Викиданные. Количество загруженных сущностей: 500/500. |
| 16  | Бронниково         | село    | Получено слишком много сущностей из Викиданные. Количество загруженных сущностей: 500/500. |
| 17  | Булашово           | село    | Получено слишком много сущностей из Викиданные. Количество загруженных сущностей: 500/500. |
| 18  | Вармахли           | деревня | Получено слишком много сущностей из Викиданные. Количество загруженных сущностей: 500/500. |
| 19  | Вахрушева          | деревня | Получено слишком много сущностей из Викиданные. Количество загруженных сущностей: 500/500. |
| 20  | Верхние Аремзяны   | село    | Получено слишком много сущностей из Викиданные. Количество загруженных сущностей: 500/500. |
| 21  | Веснина            | деревня | Получено слишком много сущностей из Викиданные. Количество загруженных сущностей: 500/500. |
| 22  | Винокурова         | деревня | Получено слишком много сущностей из Викиданные. Количество загруженных сущностей: 500/500. |
| 23  | Ворогушино         | село    | Получено слишком много сущностей из Викиданные. Количество загруженных сущностей: 500/500. |
| 24  | Дегтярево          | село    | Получено слишком много сущностей из Викиданные. Количество загруженных сущностей: 500/500. |
| 25  | Денисова           | деревня | Получено слишком много сущностей из Викиданные. Количество загруженных сущностей: 500/500. |
| 26  | Долбилова          | деревня | Получено слишком много сущностей из Викиданные. Количество загруженных сущностей: 500/500. |
| 27  | Дурынина           | деревня | Получено слишком много сущностей из Викиданные. Количество загруженных сущностей: 500/500. |
| 28  | Елань              | деревня | Получено слишком много сущностей из Викиданные. Количество загруженных сущностей: 500/500. |
| 29  | Епанчина           | деревня | Получено слишком много сущностей из Викиданные. Количество загруженных сущностей: 500/500. |
| 30  | Ермаково           | село    | Получено слишком много сущностей из Викиданные. Количество загруженных сущностей: 500/500. |
| 31  | Загваздина         | деревня | Получено слишком много сущностей из Викиданные. Количество загруженных сущностей: 500/500. |
| 32  | Заимка-Тренина     | деревня | Получено слишком много сущностей из Викиданные. Количество загруженных сущностей: 500/500. |
| 33  | Зольникова         | деревня | Получено слишком много сущностей из Викиданные. Количество загруженных сущностей: 500/500. |
| 34  | Иземеть            | деревня | Получено слишком много сущностей из Викиданные. Количество загруженных сущностей: 500/500. |
| 35  | Ингаир             | посёлок | Получено слишком много сущностей из Викиданные. Количество загруженных сущностей: 500/500. |
| 36  | Ирек               | деревня | Получено слишком много сущностей из Викиданные. Количество загруженных сущностей: 500/500. |
| 37  | Иртышатские Юрты   | деревня | Получено слишком много сущностей из Викиданные. Количество загруженных сущностей: 500/500. |
| 38  | Исеневская         | деревня | Получено слишком много сущностей из Викиданные. Количество загруженных сущностей: 500/500. |
| 39  | Ишменева           | деревня | Получено слишком много сущностей из Викиданные. Количество загруженных сущностей: 500/500. |
| 40  | Карачино           | село    | Получено слишком много сущностей из Викиданные. Количество загруженных сущностей: 500/500. |
| 41  | Карташи            | деревня | Получено слишком много сущностей из Викиданные. Количество загруженных сущностей: 500/500. |
| 42  | Качипова           | деревня | Получено слишком много сущностей из Викиданные. Количество загруженных сущностей: 500/500. |
| 43  | Кирюшина           | деревня | Получено слишком много сущностей из Викиданные. Количество загруженных сущностей: 500/500. |
| 44  | Клепалова          | деревня | Получено слишком много сущностей из Викиданные. Количество загруженных сущностей: 500/500. |
| 45  | Корикова           | деревня | Получено слишком много сущностей из Викиданные. Количество загруженных сущностей: 500/500. |
| 46  | Кугаева            | деревня | Получено слишком много сущностей из Викиданные. Количество загруженных сущностей: 500/500. |
| 47  | Куприна            | деревня | Получено слишком много сущностей из Викиданные. Количество загруженных сущностей: 500/500. |
| 48  | Кутарбитка         | село    | Получено слишком много сущностей из Викиданные. Количество загруженных сущностей: 500/500. |
| 49  | Лайтамак           | село    | Получено слишком много сущностей из Викиданные. Количество загруженных сущностей: 500/500. |
| 50  | Ломаева            | деревня | Получено слишком много сущностей из Викиданные. Количество загруженных сущностей: 500/500. |
| 51  | Лыткина            | деревня | Получено слишком много сущностей из Викиданные. Количество загруженных сущностей: 500/500. |
| 52  | Македонова         | деревня | Получено слишком много сущностей из Викиданные. Количество загруженных сущностей: 500/500. |
| 53  | Малая Зоркальцева  | село    | Получено слишком много сущностей из Викиданные. Количество загруженных сущностей: 500/500. |
| 54  | Малокугаева        | деревня | Получено слишком много сущностей из Викиданные. Количество загруженных сущностей: 500/500. |
| 55  | Мартяшева          | деревня | Получено слишком много сущностей из Викиданные. Количество загруженных сущностей: 500/500. |
| 56  | Маслова            | деревня | Получено слишком много сущностей из Викиданные. Количество загруженных сущностей: 500/500. |
| 57  | Медведчикова       | деревня | Получено слишком много сущностей из Викиданные. Количество загруженных сущностей: 500/500. |
| 58  | Медянки Русские    | деревня | Получено слишком много сущностей из Викиданные. Количество загруженных сущностей: 500/500. |
| 59  | Медянки Татарские  | деревня | Получено слишком много сущностей из Викиданные. Количество загруженных сущностей: 500/500. |
| 60  | Меримовская        | деревня | Получено слишком много сущностей из Викиданные. Количество загруженных сущностей: 500/500. |
| 61  | Михайловка         | деревня | Получено слишком много сущностей из Викиданные. Количество загруженных сущностей: 500/500. |
| 62  | Мостовая           | деревня | Получено слишком много сущностей из Викиданные. Количество загруженных сущностей: 500/500. |
| 63  | Надцы              | посёлок | Получено слишком много сущностей из Викиданные. Количество загруженных сущностей: 500/500. |
| 64  | Нерда              | деревня | Получено слишком много сущностей из Викиданные. Количество загруженных сущностей: 500/500. |
| 65  | Нижнерепина        | деревня | Получено слишком много сущностей из Викиданные. Количество загруженных сущностей: 500/500. |
| 66  | Нижние Аремзяны    | деревня | Получено слишком много сущностей из Викиданные. Количество загруженных сущностей: 500/500. |
| 67  | Новая Бишура       | деревня | Получено слишком много сущностей из Викиданные. Количество загруженных сущностей: 500/500. |
| 68  | Новоселова         | деревня | Получено слишком много сущностей из Викиданные. Количество загруженных сущностей: 500/500. |
| 69  | Носкинская         | деревня | Получено слишком много сущностей из Викиданные. Количество загруженных сущностей: 500/500. |
| 70  | Овсянникова        | деревня | Получено слишком много сущностей из Викиданные. Количество загруженных сущностей: 500/500. |
| 71  | Октябрьский        | посёлок | Получено слишком много сущностей из Викиданные. Количество загруженных сущностей: 500/500. |
| 72  | Панова             | деревня | Получено слишком много сущностей из Викиданные. Количество загруженных сущностей: 500/500. |
| 73  | Панушкова          | деревня | Получено слишком много сущностей из Викиданные. Количество загруженных сущностей: 500/500. |
| 74  | Пенья              | посёлок | Получено слишком много сущностей из Викиданные. Количество загруженных сущностей: 500/500. |
| 75  | Пивнова            | деревня | Получено слишком много сущностей из Викиданные. Количество загруженных сущностей: 500/500. |
| 76  | Подрезова          | деревня | Получено слишком много сущностей из Викиданные. Количество загруженных сущностей: 500/500. |
| 77  | Подъёмка           | село    | Получено слишком много сущностей из Викиданные. Количество загруженных сущностей: 500/500. |
| 78  | Полуянова          | деревня | Получено слишком много сущностей из Викиданные. Количество загруженных сущностей: 500/500. |
| 79  | Преображенка       | село    | Получено слишком много сущностей из Викиданные. Количество загруженных сущностей: 500/500. |
| 80  | Прииртышский       | посёлок | Получено слишком много сущностей из Викиданные. Количество загруженных сущностей: 500/500. |
| 81  | Пушнятская         | деревня | Получено слишком много сущностей из Викиданные. Количество загруженных сущностей: 500/500. |
| 82  | Редькина           | деревня | Получено слишком много сущностей из Викиданные. Количество загруженных сущностей: 500/500. |
| 83  | Ровдушка           | деревня | Получено слишком много сущностей из Викиданные. Количество загруженных сущностей: 500/500. |
| 84  | Ростошь            | деревня | Получено слишком много сущностей из Викиданные. Количество загруженных сущностей: 500/500. |
| 85  | Сабанаки           | деревня | Получено слишком много сущностей из Викиданные. Количество загруженных сущностей: 500/500. |
| 86  | Савина             | деревня | Получено слишком много сущностей из Викиданные. Количество загруженных сущностей: 500/500. |
| 87  | Санниково          | село    | Получено слишком много сущностей из Викиданные. Количество загруженных сущностей: 500/500. |
| 88  | Сетово             | посёлок | Получено слишком много сущностей из Викиданные. Количество загруженных сущностей: 500/500. |
| 89  | Сибиряк            | посёлок | Получено слишком много сущностей из Викиданные. Количество загруженных сущностей: 500/500. |
| 90  | Симонова           | деревня | Получено слишком много сущностей из Викиданные. Количество загруженных сущностей: 500/500. |
| 91  | Соколовка          | деревня | Получено слишком много сущностей из Викиданные. Количество загруженных сущностей: 500/500. |
| 92  | Старицкая          | деревня | Получено слишком много сущностей из Викиданные. Количество загруженных сущностей: 500/500. |
| 93  | Сузгун             | посёлок | Получено слишком много сущностей из Викиданные. Количество загруженных сущностей: 500/500. |
| 94  | Суклём             | деревня | Получено слишком много сущностей из Викиданные. Количество загруженных сущностей: 500/500. |
| 95  | Тахтагул           | деревня | Получено слишком много сущностей из Викиданные. Количество загруженных сущностей: 500/500. |
| 96  | Тоболтура          | деревня | Получено слишком много сущностей из Викиданные. Количество загруженных сущностей: 500/500. |
| 97  | Томилова           | деревня | Получено слишком много сущностей из Викиданные. Количество загруженных сущностей: 500/500. |
| 98  | Топкинбашева       | деревня | Получено слишком много сущностей из Викиданные. Количество загруженных сущностей: 500/500. |
| 99  | Топкинская         | деревня | Получено слишком много сущностей из Викиданные. Количество загруженных сущностей: 500/500. |
| 100 | Тренина            | деревня | Получено слишком много сущностей из Викиданные. Количество загруженных сущностей: 500/500. |
| 101 | Турба              | деревня | Получено слишком много сущностей из Викиданные. Количество загруженных сущностей: 500/500. |
| 102 | Турбинская         | деревня | Получено слишком много сущностей из Викиданные. Количество загруженных сущностей: 500/500. |
| 103 | Усольцева          | деревня | Получено слишком много сущностей из Викиданные. Количество загруженных сущностей: 500/500. |
| 104 | Устамак            | деревня | Получено слишком много сущностей из Викиданные. Количество загруженных сущностей: 500/500. |
| 105 | Ушакова            | деревня | Получено слишком много сущностей из Викиданные. Количество загруженных сущностей: 500/500. |
| 106 | Ушарова            | село    | Получено слишком много сущностей из Викиданные. Количество загруженных сущностей: 500/500. |
| 107 | Хмелева            | деревня | Получено слишком много сущностей из Викиданные. Количество загруженных сущностей: 500/500. |
| 108 | Худякова           | деревня | Получено слишком много сущностей из Викиданные. Количество загруженных сущностей: 500/500. |
| 109 | Чебурга            | деревня | Получено слишком много сущностей из Викиданные. Количество загруженных сущностей: 500/500. |
| 110 | Черкашина          | деревня | Получено слишком много сущностей из Викиданные. Количество загруженных сущностей: 500/500. |
| 111 | Чукманка           | деревня | Получено слишком много сущностей из Викиданные. Количество загруженных сущностей: 500/500. |
| 112 | Чушумова           | деревня | Получено слишком много сущностей из Викиданные. Количество загруженных сущностей: 500/500. |
| 113 | Шамша              | деревня | Получено слишком много сущностей из Викиданные. Количество загруженных сущностей: 500/500. |
| 114 | Шестакова          | деревня | Получено слишком много сущностей из Викиданные. Количество загруженных сущностей: 500/500. |
| 115 | Шишкина            | деревня | Получено слишком много сущностей из Викиданные. Количество загруженных сущностей: 500/500. |
| 116 | Экстезерь          | деревня | Получено слишком много сущностей из Викиданные. Количество загруженных сущностей: 500/500. |
| 117 | Эртигарка          | деревня | Получено слишком много сущностей из Викиданные. Количество загруженных сущностей: 500/500. |
| 118 | Янгутум            | деревня | Получено слишком много сущностей из Викиданные. Количество загруженных сущностей: 500/500. |

### Тюменский
| №  | Населённый пункт | Тип             | Население                                                                                  |
| -- | ---------------- | --------------- | ------------------------------------------------------------------------------------------ |
| 1  | Аманадское       | село            | Получено слишком много сущностей из Викиданные. Количество загруженных сущностей: 500/500. |
| 2  | Андреевский      | посёлок         | Получено слишком много сущностей из Викиданные. Количество загруженных сущностей: 500/500. |
| 3  | Богандинский     | рабочий посёлок | Получено слишком много сущностей из Викиданные. Количество загруженных сущностей: 500/500. |
| 4  | Богандинское     | село            | Получено слишком много сущностей из Викиданные. Количество загруженных сущностей: 500/500. |
| 5  | Большие Акияры   | деревня         | Получено слишком много сущностей из Викиданные. Количество загруженных сущностей: 500/500. |
| 6  | Борки            | село            | Получено слишком много сущностей из Викиданные. Количество загруженных сущностей: 500/500. |
| 7  | Боровский        | рабочий посёлок | Получено слишком много сущностей из Викиданные. Количество загруженных сущностей: 500/500. |
| 8  | Вилижаны         | деревня         | Получено слишком много сущностей из Викиданные. Количество загруженных сущностей: 500/500. |
| 9  | Винзили          | рабочий посёлок | Получено слишком много сущностей из Викиданные. Количество загруженных сущностей: 500/500. |
| 10 | Головина         | деревня         | Получено слишком много сущностей из Викиданные. Количество загруженных сущностей: 500/500. |
| 11 | Горьковка        | село            | Получено слишком много сущностей из Викиданные. Количество загруженных сущностей: 500/500. |
| 12 | Гужевое          | посёлок         | Получено слишком много сущностей из Викиданные. Количество загруженных сущностей: 500/500. |
| 13 | Гусево           | село            | Получено слишком много сущностей из Викиданные. Количество загруженных сущностей: 500/500. |
| 14 | Дербыши          | деревня         | Получено слишком много сущностей из Викиданные. Количество загруженных сущностей: 500/500. |
| 15 | Друганова        | деревня         | Получено слишком много сущностей из Викиданные. Количество загруженных сущностей: 500/500. |
| 16 | Дударева         | деревня         | Получено слишком много сущностей из Викиданные. Количество загруженных сущностей: 500/500. |
| 17 | Елань            | деревня         | Получено слишком много сущностей из Викиданные. Количество загруженных сущностей: 500/500. |
| 18 | Ембаево          | село            | Получено слишком много сущностей из Викиданные. Количество загруженных сущностей: 500/500. |
| 19 | Есаулова         | деревня         | Получено слишком много сущностей из Викиданные. Количество загруженных сущностей: 500/500. |
| 20 | Железный Перебор | деревня         | Получено слишком много сущностей из Викиданные. Количество загруженных сущностей: 500/500. |
| 21 | Зубарева         | деревня         | Получено слишком много сущностей из Викиданные. Количество загруженных сущностей: 500/500. |
| 22 | Зырянка          | деревня         | Получено слишком много сущностей из Викиданные. Количество загруженных сущностей: 500/500. |
| 23 | Источник         | посёлок         | Получено слишком много сущностей из Викиданные. Количество загруженных сущностей: 500/500. |
| 24 | Каменка          | село            | Получено слишком много сущностей из Викиданные. Количество загруженных сущностей: 500/500. |
| 25 | Каскара          | село            | Получено слишком много сущностей из Викиданные. Количество загруженных сущностей: 500/500. |
| 26 | Княжево          | село            | Получено слишком много сущностей из Викиданные. Количество загруженных сущностей: 500/500. |
| 27 | Коняшина         | деревня         | Получено слишком много сущностей из Викиданные. Количество загруженных сущностей: 500/500. |
| 28 | Костылева        | деревня         | Получено слишком много сущностей из Викиданные. Количество загруженных сущностей: 500/500. |
| 29 | Криводанова      | деревня         | Получено слишком много сущностей из Викиданные. Количество загруженных сущностей: 500/500. |
| 30 | Кулаково         | село            | Получено слишком много сущностей из Викиданные. Количество загруженных сущностей: 500/500. |
| 31 | Кулига           | село            | Получено слишком много сущностей из Викиданные. Количество загруженных сущностей: 500/500. |
| 32 | Кыштырла         | деревня         | Получено слишком много сущностей из Викиданные. Количество загруженных сущностей: 500/500. |
| 33 | Леваши           | село            | Получено слишком много сущностей из Викиданные. Количество загруженных сущностей: 500/500. |
| 34 | Луговое          | село            | Получено слишком много сущностей из Викиданные. Количество загруженных сущностей: 500/500. |
| 35 | Малиновка        | деревня         | Получено слишком много сущностей из Викиданные. Количество загруженных сущностей: 500/500. |
| 36 | Малые Акияры     | деревня         | Получено слишком много сущностей из Викиданные. Количество загруженных сущностей: 500/500. |
| 37 | Мальково         | село            | Получено слишком много сущностей из Викиданные. Количество загруженных сущностей: 500/500. |
| 38 | Марай            | деревня         | Получено слишком много сущностей из Викиданные. Количество загруженных сущностей: 500/500. |
| 39 | Мичурино         | село            | Получено слишком много сущностей из Викиданные. Количество загруженных сущностей: 500/500. |
| 40 | Молчанова        | деревня         | Получено слишком много сущностей из Викиданные. Количество загруженных сущностей: 500/500. |
| 41 | Московский       | посёлок         | Получено слишком много сущностей из Викиданные. Количество загруженных сущностей: 500/500. |
| 42 | Муллаши          | село            | Получено слишком много сущностей из Викиданные. Количество загруженных сущностей: 500/500. |
| 43 | Нариманова       | деревня         | Получено слишком много сущностей из Викиданные. Количество загруженных сущностей: 500/500. |
| 44 | Насекина         | деревня         | Получено слишком много сущностей из Викиданные. Количество загруженных сущностей: 500/500. |
| 45 | Новотарманский   | посёлок         | Получено слишком много сущностей из Викиданные. Количество загруженных сущностей: 500/500. |
| 46 | Новотуринский    | посёлок         | Получено слишком много сущностей из Викиданные. Количество загруженных сущностей: 500/500. |
| 47 | Ожогина          | деревня         | Получено слишком много сущностей из Викиданные. Количество загруженных сущностей: 500/500. |
| 48 | Онохино          | село            | Получено слишком много сущностей из Викиданные. Количество загруженных сущностей: 500/500. |
| 49 | Ошкукова         | деревня         | Получено слишком много сущностей из Викиданные. Количество загруженных сущностей: 500/500. |
| 50 | Падерина         | деревня         | Получено слишком много сущностей из Викиданные. Количество загруженных сущностей: 500/500. |
| 51 | Паренкина        | деревня         | Получено слишком много сущностей из Викиданные. Количество загруженных сущностей: 500/500. |
| 52 | Патрушева        | деревня         | Получено слишком много сущностей из Викиданные. Количество загруженных сущностей: 500/500. |
| 53 | Перевалово       | село            | Получено слишком много сущностей из Викиданные. Количество загруженных сущностей: 500/500. |
| 54 | Песьянка         | деревня         | Получено слишком много сущностей из Викиданные. Количество загруженных сущностей: 500/500. |
| 55 | Подъём           | посёлок         | Получено слишком много сущностей из Викиданные. Количество загруженных сущностей: 500/500. |
| 56 | Посохова         | деревня         | Получено слишком много сущностей из Викиданные. Количество загруженных сущностей: 500/500. |
| 57 | Пышма            | деревня         | Получено слишком много сущностей из Викиданные. Количество загруженных сущностей: 500/500. |
| 58 | Пышминка         | деревня         | Получено слишком много сущностей из Викиданные. Количество загруженных сущностей: 500/500. |
| 59 | Речкина          | деревня         | Получено слишком много сущностей из Викиданные. Количество загруженных сущностей: 500/500. |
| 60 | Решетникова      | деревня         | Получено слишком много сущностей из Викиданные. Количество загруженных сущностей: 500/500. |
| 61 | Салаирка         | село            | Получено слишком много сущностей из Викиданные. Количество загруженных сущностей: 500/500. |
| 62 | Созоново         | село            | Получено слишком много сущностей из Викиданные. Количество загруженных сущностей: 500/500. |
| 63 | Субботина        | деревня         | Получено слишком много сущностей из Викиданные. Количество загруженных сущностей: 500/500. |
| 64 | Тураева          | деревня         | Получено слишком много сущностей из Викиданные. Количество загруженных сущностей: 500/500. |
| 65 | Туринский        | посёлок         | Получено слишком много сущностей из Викиданные. Количество загруженных сущностей: 500/500. |
| 66 | Успенка          | село            | Получено слишком много сущностей из Викиданные. Количество загруженных сущностей: 500/500. |
| 67 | Утешевский       | посёлок         | Получено слишком много сущностей из Викиданные. Количество загруженных сущностей: 500/500. |
| 68 | Ушакова          | деревня         | Получено слишком много сущностей из Викиданные. Количество загруженных сущностей: 500/500. |
| 69 | Чаплык           | деревня         | Получено слишком много сущностей из Викиданные. Количество загруженных сущностей: 500/500. |
| 70 | Червишево        | село            | Получено слишком много сущностей из Викиданные. Количество загруженных сущностей: 500/500. |
| 71 | Чёрная Речка     | деревня         | Получено слишком много сущностей из Викиданные. Количество загруженных сущностей: 500/500. |
| 72 | Чикча            | село            | Получено слишком много сущностей из Викиданные. Количество загруженных сущностей: 500/500. |
| 73 | Щербак           | село            | Получено слишком много сущностей из Викиданные. Количество загруженных сущностей: 500/500. |
| 74 | Якуши            | деревня         | Получено слишком много сущностей из Викиданные. Количество загруженных сущностей: 500/500. |
| 75 | Янтык            | деревня         | Получено слишком много сущностей из Викиданные. Количество загруженных сущностей: 500/500. |
| 76 | Яр               | село            | Получено слишком много сущностей из Викиданные. Количество загруженных сущностей: 500/500. |

### Уватский
| №  | Населённый пункт | Тип     | Население                                                                                  |
| -- | ---------------- | ------- | ------------------------------------------------------------------------------------------ |
| 1  | Алымка           | село    | Получено слишком много сущностей из Викиданные. Количество загруженных сущностей: 500/500. |
| 2  | Березовка        | деревня | Получено слишком много сущностей из Викиданные. Количество загруженных сущностей: 500/500. |
| 3  | Верхний Роман    | деревня | Получено слишком много сущностей из Викиданные. Количество загруженных сущностей: 500/500. |
| 4  | Герасимовка      | деревня | Получено слишком много сущностей из Викиданные. Количество загруженных сущностей: 500/500. |
| 5  | Горнослинкино    | село    | Получено слишком много сущностей из Викиданные. Количество загруженных сущностей: 500/500. |
| 6  | Демьянка         | посёлок | Получено слишком много сущностей из Викиданные. Количество загруженных сущностей: 500/500. |
| 7  | Демьянское       | село    | Получено слишком много сущностей из Викиданные. Количество загруженных сущностей: 500/500. |
| 8  | Ивановка         | село    | Получено слишком много сущностей из Викиданные. Количество загруженных сущностей: 500/500. |
| 9  | Ищик             | деревня | Получено слишком много сущностей из Викиданные. Количество загруженных сущностей: 500/500. |
| 10 | Калемьяга        | деревня | Получено слишком много сущностей из Викиданные. Количество загруженных сущностей: 500/500. |
| 11 | Красный Яр       | село    | Получено слишком много сущностей из Викиданные. Количество загруженных сущностей: 500/500. |
| 12 | Лебаут           | деревня | Получено слишком много сущностей из Викиданные. Количество загруженных сущностей: 500/500. |
| 13 | Луговослинкина   | деревня | Получено слишком много сущностей из Викиданные. Количество загруженных сущностей: 500/500. |
| 14 | Лучкина          | деревня | Получено слишком много сущностей из Викиданные. Количество загруженных сущностей: 500/500. |
| 15 | Малый Нарыс      | деревня | Получено слишком много сущностей из Викиданные. Количество загруженных сущностей: 500/500. |
| 16 | Муген            | посёлок | Получено слишком много сущностей из Викиданные. Количество загруженных сущностей: 500/500. |
| 17 | Нагорный         | посёлок | Получено слишком много сущностей из Викиданные. Количество загруженных сущностей: 500/500. |
| 18 | Нефедова         | деревня | Получено слишком много сущностей из Викиданные. Количество загруженных сущностей: 500/500. |
| 19 | Осинник          | село    | Получено слишком много сущностей из Викиданные. Количество загруженных сущностей: 500/500. |
| 20 | Остров           | деревня | Получено слишком много сущностей из Викиданные. Количество загруженных сущностей: 500/500. |
| 21 | Першино          | посёлок | Получено слишком много сущностей из Викиданные. Количество загруженных сущностей: 500/500. |
| 22 | Сафьянка         | деревня | Получено слишком много сущностей из Викиданные. Количество загруженных сущностей: 500/500. |
| 23 | Сергеевка        | деревня | Получено слишком много сущностей из Викиданные. Количество загруженных сущностей: 500/500. |
| 24 | Солянка          | деревня | Получено слишком много сущностей из Викиданные. Количество загруженных сущностей: 500/500. |
| 25 | Трошина          | деревня | Получено слишком много сущностей из Викиданные. Количество загруженных сущностей: 500/500. |
| 26 | Тугалово         | село    | Получено слишком много сущностей из Викиданные. Количество загруженных сущностей: 500/500. |
| 27 | Туртас           | посёлок | Получено слишком много сущностей из Викиданные. Количество загруженных сущностей: 500/500. |
| 28 | Уват             | село    | Получено слишком много сущностей из Викиданные. Количество загруженных сущностей: 500/500. |
| 29 | Уки              | деревня | Получено слишком много сущностей из Викиданные. Количество загруженных сущностей: 500/500. |
| 30 | Шилова           | деревня | Получено слишком много сущностей из Викиданные. Количество загруженных сущностей: 500/500. |
| 31 | Юровск           | село    | Получено слишком много сущностей из Викиданные. Количество загруженных сущностей: 500/500. |
| 32 | Ялба             | деревня | Получено слишком много сущностей из Викиданные. Количество загруженных сущностей: 500/500. |
| 33 | Яр               | деревня | Получено слишком много сущностей из Викиданные. Количество загруженных сущностей: 500/500. |

### Упоровский
| №  | Населённый пункт      | Тип     | Население                                                                                  |
| -- | --------------------- | ------- | ------------------------------------------------------------------------------------------ |
| 1  | Бердюгино             | село    | Получено слишком много сущностей из Викиданные. Количество загруженных сущностей: 500/500. |
| 2  | Боровушка             | деревня | Получено слишком много сущностей из Викиданные. Количество загруженных сущностей: 500/500. |
| 3  | Буньково              | село    | Получено слишком много сущностей из Викиданные. Количество загруженных сущностей: 500/500. |
| 4  | Бызово                | село    | Получено слишком много сущностей из Викиданные. Количество загруженных сущностей: 500/500. |
| 5  | Верхнеманай           | село    | Получено слишком много сущностей из Викиданные. Количество загруженных сущностей: 500/500. |
| 6  | Видонова              | деревня | Получено слишком много сущностей из Викиданные. Количество загруженных сущностей: 500/500. |
| 7  | Губина                | деревня | Получено слишком много сущностей из Викиданные. Количество загруженных сущностей: 500/500. |
| 8  | Дробинина             | деревня | Получено слишком много сущностей из Викиданные. Количество загруженных сущностей: 500/500. |
| 9  | Дубровинский          | посёлок | Получено слишком много сущностей из Викиданные. Количество загруженных сущностей: 500/500. |
| 10 | Емуртла               | село    | Получено слишком много сущностей из Викиданные. Количество загруженных сущностей: 500/500. |
| 11 | Емуртлинский          | посёлок | Получено слишком много сущностей из Викиданные. Количество загруженных сущностей: 500/500. |
| 12 | Ингалинское           | село    | Получено слишком много сущностей из Викиданные. Количество загруженных сущностей: 500/500. |
| 13 | Карагужева            | деревня | Получено слишком много сущностей из Викиданные. Количество загруженных сущностей: 500/500. |
| 14 | Кашаир                | деревня | Получено слишком много сущностей из Викиданные. Количество загруженных сущностей: 500/500. |
| 15 | Кизак                 | посёлок | Получено слишком много сущностей из Викиданные. Количество загруженных сущностей: 500/500. |
| 16 | Киселево              | село    | Получено слишком много сущностей из Викиданные. Количество загруженных сущностей: 500/500. |
| 17 | Коклягина             | деревня | Получено слишком много сущностей из Викиданные. Количество загруженных сущностей: 500/500. |
| 18 | Кокуй                 | деревня | Получено слишком много сущностей из Викиданные. Количество загруженных сущностей: 500/500. |
| 19 | Коркино               | село    | Получено слишком много сущностей из Викиданные. Количество загруженных сущностей: 500/500. |
| 20 | Короткова             | деревня | Получено слишком много сущностей из Викиданные. Количество загруженных сущностей: 500/500. |
| 21 | Крашенинино           | село    | Получено слишком много сущностей из Викиданные. Количество загруженных сущностей: 500/500. |
| 22 | Лескова               | деревня | Получено слишком много сущностей из Викиданные. Количество загруженных сущностей: 500/500. |
| 23 | Липиха                | село    | Получено слишком много сущностей из Викиданные. Количество загруженных сущностей: 500/500. |
| 24 | Лыково                | деревня | Получено слишком много сущностей из Викиданные. Количество загруженных сущностей: 500/500. |
| 25 | Маркова               | деревня | Получено слишком много сущностей из Викиданные. Количество загруженных сущностей: 500/500. |
| 26 | Масали                | село    | Получено слишком много сущностей из Викиданные. Количество загруженных сущностей: 500/500. |
| 27 | Морево                | село    | Получено слишком много сущностей из Викиданные. Количество загруженных сущностей: 500/500. |
| 28 | Московка              | деревня | Получено слишком много сущностей из Викиданные. Количество загруженных сущностей: 500/500. |
| 29 | Нижнеманай            | село    | Получено слишком много сущностей из Викиданные. Количество загруженных сущностей: 500/500. |
| 30 | Николаевка            | село    | Получено слишком много сущностей из Викиданные. Количество загруженных сущностей: 500/500. |
| 31 | Нифаки                | деревня | Получено слишком много сущностей из Викиданные. Количество загруженных сущностей: 500/500. |
| 32 | Ниходская             | деревня | Получено слишком много сущностей из Викиданные. Количество загруженных сущностей: 500/500. |
| 33 | Одино                 | село    | Получено слишком много сущностей из Викиданные. Количество загруженных сущностей: 500/500. |
| 34 | Октябрьский           | посёлок | Получено слишком много сущностей из Викиданные. Количество загруженных сущностей: 500/500. |
| 35 | Осеева                | деревня | Получено слишком много сущностей из Викиданные. Количество загруженных сущностей: 500/500. |
| 36 | Пантелеевка           | деревня | Получено слишком много сущностей из Викиданные. Количество загруженных сущностей: 500/500. |
| 37 | Первомайский          | посёлок | Получено слишком много сущностей из Викиданные. Количество загруженных сущностей: 500/500. |
| 38 | Петропавловка         | деревня | Получено слишком много сущностей из Викиданные. Количество загруженных сущностей: 500/500. |
| 39 | Посёлок Механизаторов | посёлок | Получено слишком много сущностей из Викиданные. Количество загруженных сущностей: 500/500. |
| 40 | Поспелова             | деревня | Получено слишком много сущностей из Викиданные. Количество загруженных сущностей: 500/500. |
| 41 | Пушкарева             | деревня | Получено слишком много сущностей из Викиданные. Количество загруженных сущностей: 500/500. |
| 42 | Пятково               | село    | Получено слишком много сущностей из Викиданные. Количество загруженных сущностей: 500/500. |
| 43 | Скородум              | село    | Получено слишком много сущностей из Викиданные. Количество загруженных сущностей: 500/500. |
| 44 | Слободчики            | село    | Получено слишком много сущностей из Викиданные. Количество загруженных сущностей: 500/500. |
| 45 | Сосновка              | деревня | Получено слишком много сущностей из Викиданные. Количество загруженных сущностей: 500/500. |
| 46 | Старая Нерпа          | деревня | Получено слишком много сущностей из Викиданные. Количество загруженных сущностей: 500/500. |
| 47 | Старая Шадрина        | деревня | Получено слишком много сущностей из Викиданные. Количество загруженных сущностей: 500/500. |
| 48 | Суерка                | село    | Получено слишком много сущностей из Викиданные. Количество загруженных сущностей: 500/500. |
| 49 | Суклём                | деревня | Получено слишком много сущностей из Викиданные. Количество загруженных сущностей: 500/500. |
| 50 | Тополевка             | деревня | Получено слишком много сущностей из Викиданные. Количество загруженных сущностей: 500/500. |
| 51 | Тюменцева             | деревня | Получено слишком много сущностей из Викиданные. Количество загруженных сущностей: 500/500. |
| 52 | Тютрина               | деревня | Получено слишком много сущностей из Викиданные. Количество загруженных сущностей: 500/500. |
| 53 | Упорово               | село    | Получено слишком много сущностей из Викиданные. Количество загруженных сущностей: 500/500. |
| 54 | Чащина                | деревня | Получено слишком много сущностей из Викиданные. Количество загруженных сущностей: 500/500. |
| 55 | Чёрная                | деревня | Получено слишком много сущностей из Викиданные. Количество загруженных сущностей: 500/500. |
| 56 | Шашова                | деревня | Получено слишком много сущностей из Викиданные. Количество загруженных сущностей: 500/500. |

### Юргинский
| №  | Населённый пункт | Тип     | Население                                                                                  |
| -- | ---------------- | ------- | ------------------------------------------------------------------------------------------ |
| 1  | Агарак           | село    | Получено слишком много сущностей из Викиданные. Количество загруженных сущностей: 500/500. |
| 2  | Андреева         | деревня | Получено слишком много сущностей из Викиданные. Количество загруженных сущностей: 500/500. |
| 3  | Барсуки          | деревня | Получено слишком много сущностей из Викиданные. Количество загруженных сущностей: 500/500. |
| 4  | Бельховка        | деревня | Получено слишком много сущностей из Викиданные. Количество загруженных сущностей: 500/500. |
| 5  | Бучиха           | деревня | Получено слишком много сущностей из Викиданные. Количество загруженных сущностей: 500/500. |
| 6  | Бушуево          | село    | Получено слишком много сущностей из Викиданные. Количество загруженных сущностей: 500/500. |
| 7  | Володино         | село    | Получено слишком много сущностей из Викиданные. Количество загруженных сущностей: 500/500. |
| 8  | Дегтярева        | деревня | Получено слишком много сущностей из Викиданные. Количество загруженных сущностей: 500/500. |
| 9  | Заворуева        | деревня | Получено слишком много сущностей из Викиданные. Количество загруженных сущностей: 500/500. |
| 10 | Заозерная        | деревня | Получено слишком много сущностей из Викиданные. Количество загруженных сущностей: 500/500. |
| 11 | Зоново           | село    | Получено слишком много сущностей из Викиданные. Количество загруженных сущностей: 500/500. |
| 12 | Колычева         | деревня | Получено слишком много сущностей из Викиданные. Количество загруженных сущностей: 500/500. |
| 13 | Лабино           | село    | Получено слишком много сущностей из Викиданные. Количество загруженных сущностей: 500/500. |
| 14 | Лесное           | село    | Получено слишком много сущностей из Викиданные. Количество загруженных сущностей: 500/500. |
| 15 | Малая Трошина    | деревня | Получено слишком много сущностей из Викиданные. Количество загруженных сущностей: 500/500. |
| 16 | Маркелова        | деревня | Получено слишком много сущностей из Викиданные. Количество загруженных сущностей: 500/500. |
| 17 | Некрасово        | деревня | Получено слишком много сущностей из Викиданные. Количество загруженных сущностей: 500/500. |
| 18 | Новая Деревня    | деревня | Получено слишком много сущностей из Викиданные. Количество загруженных сущностей: 500/500. |
| 19 | Новый Тап        | село    | Получено слишком много сущностей из Викиданные. Количество загруженных сущностей: 500/500. |
| 20 | Одина            | деревня | Получено слишком много сущностей из Викиданные. Количество загруженных сущностей: 500/500. |
| 21 | Палецкая         | деревня | Получено слишком много сущностей из Викиданные. Количество загруженных сущностей: 500/500. |
| 22 | Северо-Плетнево  | село    | Получено слишком много сущностей из Викиданные. Количество загруженных сущностей: 500/500. |
| 23 | Сергеева         | деревня | Получено слишком много сущностей из Викиданные. Количество загруженных сущностей: 500/500. |
| 24 | Синьга           | деревня | Получено слишком много сущностей из Викиданные. Количество загруженных сущностей: 500/500. |
| 25 | Соколова         | деревня | Получено слишком много сущностей из Викиданные. Количество загруженных сущностей: 500/500. |
| 26 | Субботина        | деревня | Получено слишком много сущностей из Викиданные. Количество загруженных сущностей: 500/500. |
| 27 | Чуманова         | деревня | Получено слишком много сущностей из Викиданные. Количество загруженных сущностей: 500/500. |
| 28 | Чурина           | деревня | Получено слишком много сущностей из Викиданные. Количество загруженных сущностей: 500/500. |
| 29 | Шипаково         | село    | Получено слишком много сущностей из Викиданные. Количество загруженных сущностей: 500/500. |
| 30 | Юргинское        | село    | Получено слишком много сущностей из Викиданные. Количество загруженных сущностей: 500/500. |

### Ялуторовский
| №  | Населённый пункт  | Тип     | Население                                                                                  |
| -- | ----------------- | ------- | ------------------------------------------------------------------------------------------ |
| 1  | Авазбакеева       | деревня | Получено слишком много сущностей из Викиданные. Количество загруженных сущностей: 500/500. |
| 2  | Анисимовка        | деревня | Получено слишком много сущностей из Викиданные. Количество загруженных сущностей: 500/500. |
| 3  | Аслана            | село    | Получено слишком много сущностей из Викиданные. Количество загруженных сущностей: 500/500. |
| 4  | Бердюгино         | село    | Получено слишком много сущностей из Викиданные. Количество загруженных сущностей: 500/500. |
| 5  | Беркут            | село    | Получено слишком много сущностей из Викиданные. Количество загруженных сущностей: 500/500. |
| 6  | Беркутский        | посёлок | Получено слишком много сущностей из Викиданные. Количество загруженных сущностей: 500/500. |
| 7  | Большое Тихвино   | село    | Получено слишком много сущностей из Викиданные. Количество загруженных сущностей: 500/500. |
| 8  | Заводопетровское  | село    | Получено слишком много сущностей из Викиданные. Количество загруженных сущностей: 500/500. |
| 9  | Зиново            | село    | Получено слишком много сущностей из Викиданные. Количество загруженных сущностей: 500/500. |
| 10 | Ивановка          | село    | Получено слишком много сущностей из Викиданные. Количество загруженных сущностей: 500/500. |
| 11 | Кавдык            | посёлок | Получено слишком много сущностей из Викиданные. Количество загруженных сущностей: 500/500. |
| 12 | Каньга            | деревня | Получено слишком много сущностей из Викиданные. Количество загруженных сущностей: 500/500. |
| 13 | Карабаш           | село    | Получено слишком много сущностей из Викиданные. Количество загруженных сущностей: 500/500. |
| 14 | Киева             | село    | Получено слишком много сущностей из Викиданные. Количество загруженных сущностей: 500/500. |
| 15 | Коктюль           | село    | Получено слишком много сущностей из Викиданные. Количество загруженных сущностей: 500/500. |
| 16 | Красный Яр        | деревня | Получено слишком много сущностей из Викиданные. Количество загруженных сущностей: 500/500. |
| 17 | Криволукская      | деревня | Получено слишком много сущностей из Викиданные. Количество загруженных сущностей: 500/500. |
| 18 | Кулики            | деревня | Получено слишком много сущностей из Викиданные. Количество загруженных сущностей: 500/500. |
| 19 | Малая Тихвина     | деревня | Получено слишком много сущностей из Викиданные. Количество загруженных сущностей: 500/500. |
| 20 | Малый Карабашок   | деревня | Получено слишком много сущностей из Викиданные. Количество загруженных сущностей: 500/500. |
| 21 | Менгарская        | деревня | Получено слишком много сущностей из Викиданные. Количество загруженных сущностей: 500/500. |
| 22 | Новоатьялово      | село    | Получено слишком много сущностей из Викиданные. Количество загруженных сущностей: 500/500. |
| 23 | Новый Кавдык      | деревня | Получено слишком много сущностей из Викиданные. Количество загруженных сущностей: 500/500. |
| 24 | Озерная           | деревня | Получено слишком много сущностей из Викиданные. Количество загруженных сущностей: 500/500. |
| 25 | Осинова           | деревня | Получено слишком много сущностей из Викиданные. Количество загруженных сущностей: 500/500. |
| 26 | Памятное          | село    | Получено слишком много сущностей из Викиданные. Количество загруженных сущностей: 500/500. |
| 27 | Петелино          | село    | Получено слишком много сущностей из Викиданные. Количество загруженных сущностей: 500/500. |
| 28 | Прогресс          | деревня | Получено слишком много сущностей из Викиданные. Количество загруженных сущностей: 500/500. |
| 29 | Ревда             | село    | Получено слишком много сущностей из Викиданные. Количество загруженных сущностей: 500/500. |
| 30 | Романовское       | село    | Получено слишком много сущностей из Викиданные. Количество загруженных сущностей: 500/500. |
| 31 | Сингуль           | деревня | Получено слишком много сущностей из Викиданные. Количество загруженных сущностей: 500/500. |
| 32 | Сингуль Татарский | село    | Получено слишком много сущностей из Викиданные. Количество загруженных сущностей: 500/500. |
| 33 | Соснина           | деревня | Получено слишком много сущностей из Викиданные. Количество загруженных сущностей: 500/500. |
| 34 | Сосновка          | деревня | Получено слишком много сущностей из Викиданные. Количество загруженных сущностей: 500/500. |
| 35 | Старый Кавдык     | село    | Получено слишком много сущностей из Викиданные. Количество загруженных сущностей: 500/500. |
| 36 | Тугарский         | посёлок | Получено слишком много сущностей из Викиданные. Количество загруженных сущностей: 500/500. |
| 37 | Хохлово           | село    | Получено слишком много сущностей из Викиданные. Количество загруженных сущностей: 500/500. |
| 38 | Черемушки         | деревня | Получено слишком много сущностей из Викиданные. Количество загруженных сущностей: 500/500. |
| 39 | Южное             | деревня | Получено слишком много сущностей из Викиданные. Количество загруженных сущностей: 500/500. |
| 40 | Яр                | деревня | Получено слишком много сущностей из Викиданные. Количество загруженных сущностей: 500/500. |

### Ярковский
| №  | Населённый пункт   | Тип     | Население                                                                                  |
| -- | ------------------ | ------- | ------------------------------------------------------------------------------------------ |
| 1  | Абаевский          | посёлок | Получено слишком много сущностей из Викиданные. Количество загруженных сущностей: 500/500. |
| 2  | Агалья             | село    | Получено слишком много сущностей из Викиданные. Количество загруженных сущностей: 500/500. |
| 3  | Аксарина           | деревня | Получено слишком много сущностей из Викиданные. Количество загруженных сущностей: 500/500. |
| 4  | Александровка      | деревня | Получено слишком много сущностей из Викиданные. Количество загруженных сущностей: 500/500. |
| 5  | Антипина           | деревня | Получено слишком много сущностей из Викиданные. Количество загруженных сущностей: 500/500. |
| 6  | Артамонова         | деревня | Получено слишком много сущностей из Викиданные. Количество загруженных сущностей: 500/500. |
| 7  | Бачелино           | село    | Получено слишком много сущностей из Викиданные. Количество загруженных сущностей: 500/500. |
| 8  | Бачкун             | деревня | Получено слишком много сущностей из Викиданные. Количество загруженных сущностей: 500/500. |
| 9  | Берёзов Яр         | деревня | Получено слишком много сущностей из Викиданные. Количество загруженных сущностей: 500/500. |
| 10 | Бигила             | деревня | Получено слишком много сущностей из Викиданные. Количество загруженных сущностей: 500/500. |
| 11 | Большой Краснояр   | деревня | Получено слишком много сущностей из Викиданные. Количество загруженных сущностей: 500/500. |
| 12 | Бор                | деревня | Получено слишком много сущностей из Викиданные. Количество загруженных сущностей: 500/500. |
| 13 | Варвара            | деревня | Получено слишком много сущностей из Викиданные. Количество загруженных сущностей: 500/500. |
| 14 | Варваринский       | посёлок | Получено слишком много сущностей из Викиданные. Количество загруженных сущностей: 500/500. |
| 15 | Верхнесидорово     | село    | Получено слишком много сущностей из Викиданные. Количество загруженных сущностей: 500/500. |
| 16 | Веселый            | посёлок | Получено слишком много сущностей из Викиданные. Количество загруженных сущностей: 500/500. |
| 17 | Ганихина           | деревня | Получено слишком много сущностей из Викиданные. Количество загруженных сущностей: 500/500. |
| 18 | Гилево             | село    | Получено слишком много сущностей из Викиданные. Количество загруженных сущностей: 500/500. |
| 19 | Дуброва            | деревня | Получено слишком много сущностей из Викиданные. Количество загруженных сущностей: 500/500. |
| 20 | Дубровное          | село    | Получено слишком много сущностей из Викиданные. Количество загруженных сущностей: 500/500. |
| 21 | Дулепина           | деревня | Получено слишком много сущностей из Викиданные. Количество загруженных сущностей: 500/500. |
| 22 | Еманаул            | деревня | Получено слишком много сущностей из Викиданные. Количество загруженных сущностей: 500/500. |
| 23 | Заречный           | посёлок | Получено слишком много сущностей из Викиданные. Количество загруженных сущностей: 500/500. |
| 24 | Иевлево            | село    | Получено слишком много сущностей из Викиданные. Количество загруженных сущностей: 500/500. |
| 25 | Иска               | деревня | Получено слишком много сущностей из Викиданные. Количество загруженных сущностей: 500/500. |
| 26 | Караульнояр        | село    | Получено слишком много сущностей из Викиданные. Количество загруженных сущностей: 500/500. |
| 27 | Карбаны            | деревня | Получено слишком много сущностей из Викиданные. Количество загруженных сущностей: 500/500. |
| 28 | Комарица           | деревня | Получено слишком много сущностей из Викиданные. Количество загруженных сущностей: 500/500. |
| 29 | Космакова          | деревня | Получено слишком много сущностей из Викиданные. Количество загруженных сущностей: 500/500. |
| 30 | Куртюганы          | деревня | Получено слишком много сущностей из Викиданные. Количество загруженных сущностей: 500/500. |
| 31 | Липовка            | деревня | Получено слишком много сущностей из Викиданные. Количество загруженных сущностей: 500/500. |
| 32 | Мазурова           | деревня | Получено слишком много сущностей из Викиданные. Количество загруженных сущностей: 500/500. |
| 33 | Малая Чечкина      | деревня | Получено слишком много сущностей из Викиданные. Количество загруженных сущностей: 500/500. |
| 34 | Малый Эсаул        | деревня | Получено слишком много сущностей из Викиданные. Количество загруженных сущностей: 500/500. |
| 35 | Маранка            | село    | Получено слишком много сущностей из Викиданные. Количество загруженных сущностей: 500/500. |
| 36 | Матмасы            | село    | Получено слишком много сущностей из Викиданные. Количество загруженных сущностей: 500/500. |
| 37 | Михайловка         | деревня | Получено слишком много сущностей из Викиданные. Количество загруженных сущностей: 500/500. |
| 38 | Мостовой           | посёлок | Получено слишком много сущностей из Викиданные. Количество загруженных сущностей: 500/500. |
| 39 | Мотуши             | деревня | Получено слишком много сущностей из Викиданные. Количество загруженных сущностей: 500/500. |
| 40 | Никитина           | деревня | Получено слишком много сущностей из Викиданные. Количество загруженных сущностей: 500/500. |
| 41 | Никольская         | деревня | Получено слишком много сущностей из Викиданные. Количество загруженных сущностей: 500/500. |
| 42 | Новоалександровка  | село    | Получено слишком много сущностей из Викиданные. Количество загруженных сущностей: 500/500. |
| 43 | Новокаишкуль       | село    | Получено слишком много сущностей из Викиданные. Количество загруженных сущностей: 500/500. |
| 44 | Новокурская        | деревня | Получено слишком много сущностей из Викиданные. Количество загруженных сущностей: 500/500. |
| 45 | Новонерда          | деревня | Получено слишком много сущностей из Викиданные. Количество загруженных сущностей: 500/500. |
| 46 | Новоселово         | село    | Получено слишком много сущностей из Викиданные. Количество загруженных сущностей: 500/500. |
| 47 | Новотроицкая       | деревня | Получено слишком много сущностей из Викиданные. Количество загруженных сущностей: 500/500. |
| 48 | Первомаевка        | деревня | Получено слишком много сущностей из Викиданные. Количество загруженных сущностей: 500/500. |
| 49 | Петропавловка      | деревня | Получено слишком много сущностей из Викиданные. Количество загруженных сущностей: 500/500. |
| 50 | Плавнова           | деревня | Получено слишком много сущностей из Викиданные. Количество загруженных сущностей: 500/500. |
| 51 | Плеханово          | село    | Получено слишком много сущностей из Викиданные. Количество загруженных сущностей: 500/500. |
| 52 | Покровское         | село    | Получено слишком много сущностей из Викиданные. Количество загруженных сущностей: 500/500. |
| 53 | Сакандыкова        | деревня | Получено слишком много сущностей из Викиданные. Количество загруженных сущностей: 500/500. |
| 54 | Светлоозерский     | посёлок | Получено слишком много сущностей из Викиданные. Количество загруженных сущностей: 500/500. |
| 55 | Сеиты              | село    | Получено слишком много сущностей из Викиданные. Количество загруженных сущностей: 500/500. |
| 56 | Советский          | посёлок | Получено слишком много сущностей из Викиданные. Количество загруженных сущностей: 500/500. |
| 57 | Сорокино           | село    | Получено слишком много сущностей из Викиданные. Количество загруженных сущностей: 500/500. |
| 58 | Староалександровка | село    | Получено слишком много сущностей из Викиданные. Количество загруженных сущностей: 500/500. |
| 59 | Старый Каишкуль    | деревня | Получено слишком много сущностей из Викиданные. Количество загруженных сущностей: 500/500. |
| 60 | Тараканова         | деревня | Получено слишком много сущностей из Викиданные. Количество загруженных сущностей: 500/500. |
| 61 | Тарханы            | деревня | Получено слишком много сущностей из Викиданные. Количество загруженных сущностей: 500/500. |
| 62 | Ульянова           | деревня | Получено слишком много сущностей из Викиданные. Количество загруженных сущностей: 500/500. |
| 63 | Усалка             | село    | Получено слишком много сущностей из Викиданные. Количество загруженных сущностей: 500/500. |
| 64 | Усть-Тавда         | посёлок | Получено слишком много сущностей из Викиданные. Количество загруженных сущностей: 500/500. |
| 65 | Чеганова           | деревня | Получено слишком много сущностей из Викиданные. Количество загруженных сущностей: 500/500. |
| 66 | Чечкино            | село    | Получено слишком много сущностей из Викиданные. Количество загруженных сущностей: 500/500. |
| 67 | Шатанова           | деревня | Получено слишком много сущностей из Викиданные. Количество загруженных сущностей: 500/500. |
| 68 | Шпалозаводский     | посёлок | Получено слишком много сущностей из Викиданные. Количество загруженных сущностей: 500/500. |
| 69 | Щетково            | село    | Получено слишком много сущностей из Викиданные. Количество загруженных сущностей: 500/500. |
| 70 | Щучья              | деревня | Получено слишком много сущностей из Викиданные. Количество загруженных сущностей: 500/500. |
| 71 | Южаково            | село    | Получено слишком много сущностей из Викиданные. Количество загруженных сущностей: 500/500. |
| 72 | Юртобор            | деревня | Получено слишком много сущностей из Викиданные. Количество загруженных сущностей: 500/500. |
| 73 | Ярково             | село    | Получено слишком много сущностей из Викиданные. Количество загруженных сущностей: 500/500. |